# カルナック神殿

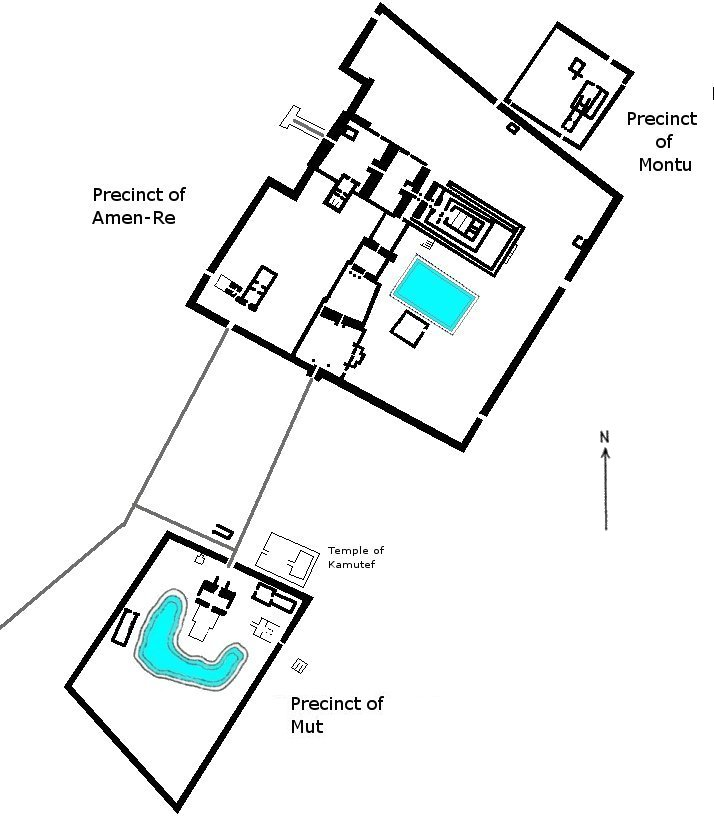
カルナック神殿平面図 （標記: 英語）
- モンチュの神域 (Precinct of Montu)
* アメン＝ラーの神域 (Precinct of Amen-Re)
- ムトの神域 (Precinct of Mut)

カルナック神殿（カルナックしんでん、アラビア語: معبد الكرنك 、英語: Karnak Temple、Temple of Karnak 、またはカルナック神殿複合体、英語: Karnak Temple Complex）は、古代エジプトの神殿複合体であり、カルナク (Karnak 〈[ˈkɑːr.næk]〉) とも記される。エジプトの首都カイロからナイル川を南におよそ670キロメートルさかのぼった東岸に位置し、新王国時代（紀元前1550-1069年頃）に繁栄した古代の首都テーベ（古名ワセト、Waset、現在のルクソールとその近辺）に建てられた。その巨大都市テーベの一部であるカルナック複合体の名は、近隣にあって一部を取り囲む、ルクソールの北およそ3キロメートルにある現代の村、エル＝カルナックより名付けられている。西岸には歴代の王が眠る王家の谷や貴族の墓、ハトシェプスト女王葬祭殿などがあり、1979年、国際連合教育科学文化機関（ユネスコ、UNESCO）の世界遺産に登録された「古代都市テーベとその墓地遺跡」の一部である。歴代の王が寄進して増改築を重ね拡張された巨大な複合体であり、中心はアメン神（アモン、アムン、アメン＝ラー、アムン＝ラー）に捧げられたアメン大神殿複合体（アメン＝ラーの神域）となっている。

## 概要
カルナック神殿複合体は、荒廃した神殿、祠堂（礼拝堂）、塔門（パイロン〈ピュロン〉）およびその他の建造物の膨大な構成からなる1平方キロメートル（100ヘクタール）余りにおよぶ広大な古代宗教遺跡である。複合体は泥煉瓦の周壁に囲まれた3か所の主要部分からなり、現在のところ、その中で最大のアメン大神殿（アメン＝ラーの神域）が唯一、一般に公開されている。この神域がほとんどの訪問者が見学する唯一の箇所であることから、カルナック神殿は、アメン大神殿の複合体のみにしばしば解される。他の2か所の構成要素であるムト（ムゥト）の神域やモンチュ（モント、モントゥ、メンチュウ、メントゥ）の神域は非公開となっている。ムトの神域は非常に古く、地と創造の神に捧げられたが、いまだ復元されていない。また、いくつかの小神殿や聖域が、アメン大神殿複合体やムトの神域などに付随してある。
複合体の建造は、中王国時代（紀元前2055-1650年頃）のセンウセルト1世（紀元前1965-1920年頃）の統治中には始まり、残存する新王国時代からの建造物のほとんどがプトレマイオス朝（紀元前332-32年）の時代からローマ支配時代（紀元前30-後395年）まで継続された。カルナック神殿複合体は古代エジプトにおいてイペト＝スゥト（イペト＝イスゥト、Ipet-sut、Ipet-isut「諸々のなかで選り抜きの場所」）であり、アメン神をその頂点とする新王国時代のテーベ三柱神崇拝の中心地であった。

## 歴史
カルナック複合体の歴史は、大部分がテーベおよび文化における役割の歴史である。宗教的な中心地は、地域とさまざまな時代に変わった首都の設立により変化した。都市テーベは、中王国時代となる第11王朝（紀元前2055-1985年頃）より首都になる以前には、特に重要性があったようには見えず、また、当地のそれ以前の神殿建築は比較的小さく、祠堂はテーベの初期の神々である地母神ムトや軍神モンチュに捧げられていた。それらの初期の建造物は侵略者により破壊された。第11王朝において国家神はモンチュとされたが、神殿域で発見された最古の遺物に、第11王朝による小さな八柱神のものがあり、アメンについて記されている。第1中間期（紀元前2181-2055年頃）よりテーベで認められるようになったアメンは長くテーベの地方神であったが、第12王朝（紀元前1985-1795年頃）の時代に王朝の守護神としてモンチュに代わり国家神となった。アメンは雄羊や鵞鳥（がちょう）と同一視された。アメンの名は隠すという動詞の imen に由来し、エジプト語の意味は、「隠された者」あるいは「隠された神」であり、アメンの称号に「その姿、神秘なる者」ともある。地方神アメンはやがて国家神として、豊饒神ミンや太陽神ラーなど、他の有力な神と習合していった。

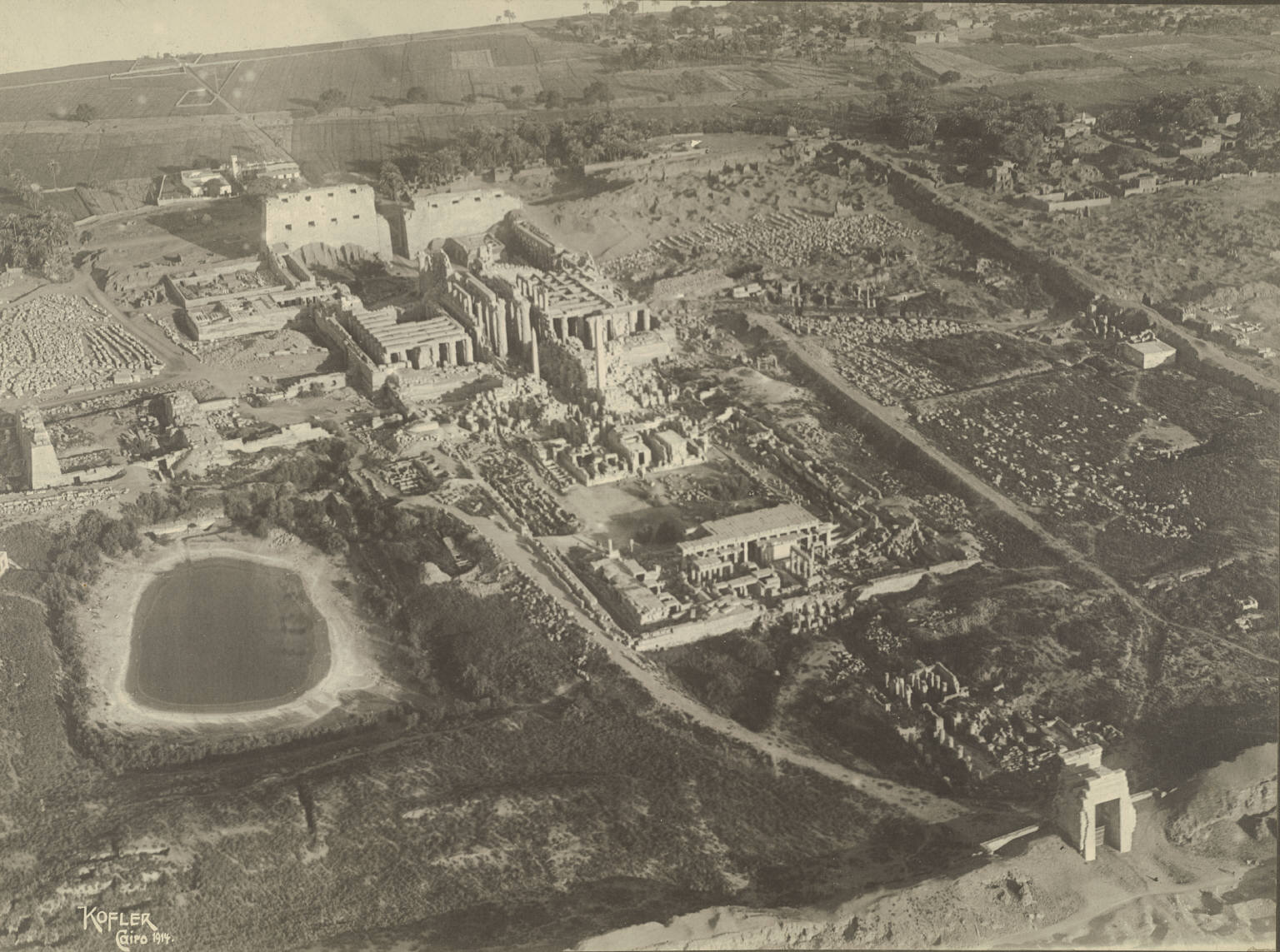
アメン大神殿複合体（1914年）

アメン大神殿における主な建設工事は、テーベが統一された古代エジプトの首都になった第18王朝（紀元前1550-1295年頃）のうちに行われた。新たな建設は第19王朝（紀元前1295-1186年頃）のセティ1世（紀元前1294-1279年頃）やラムセス2世（紀元前1279-1213年頃）のもとで着工されたが、列柱室の建設もまた第18王朝の間に始まったと考えられる。
その王朝のほぼすべての王（ファラオ）が神殿域に何かを追加した。女王ハトシェプスト（紀元前1473-1458年頃）は記念物を建造し、また、ヒクソスの占領中に国外の支配者により破壊されていた古代エジプトの偉大な女神ムトのかつての神域を再構築した。ハトシェプストはその時代、神殿入口に立つ世界で最大級の1対のオベリスクを持っていた。その1基は依然としてその場に立つ世界で最も高い、残存する古代のオベリスクである。もう1基は2つに折れて倒壊した。その敷地における女王のもう1つの事業としてのカルナックの「赤い祠堂」は、聖舟祠堂として意図され、当初はハトシェプストの2基のオベリスクの間に建っていたとも考えられる。女王はその後、王位16年目を祝して、さらに2基のオベリスクの建設を命じた。そのオベリスクの1基は建造中に壊れ、その結果、第3のものがそれに置き換えるために構築された。アスワンにある採石現場には放置されたオベリスクが今も残っている。未完のオベリスクとして知られ、おそらく新王国時代、トトメス3世 （紀元前1479-1425年頃）の頃のものといわれるそれは、オベリスクがどのように切り出されたのかをはっきりと示している。
アメン大神殿の構成において最後の大きな変化は、第1塔門および神域全体を取り囲む大規模な周壁の追加であり、ともに末期王朝（紀元前747-332年）の時代、第30王朝（紀元前380-343年）のネクタネボ1世（紀元前380-362年）によって構築された。
西暦323年、コンスタンティヌス1世（306-337年）はキリスト教徒の信仰を認め、また、356年にはコンスタンティウス2世（337-361年）が帝国全体にわたって異教の神殿の閉鎖を命じた。カルナック神殿はこの時代に大部分が放棄され、キリスト教会が廃墟のなかに設けられた。このうち最も有名な例は、トトメス3世祝祭殿の中央の間の再利用であり、そこには聖人が描かれた装飾やコプト語の碑文が今もなお見られる。

## アメン大神殿

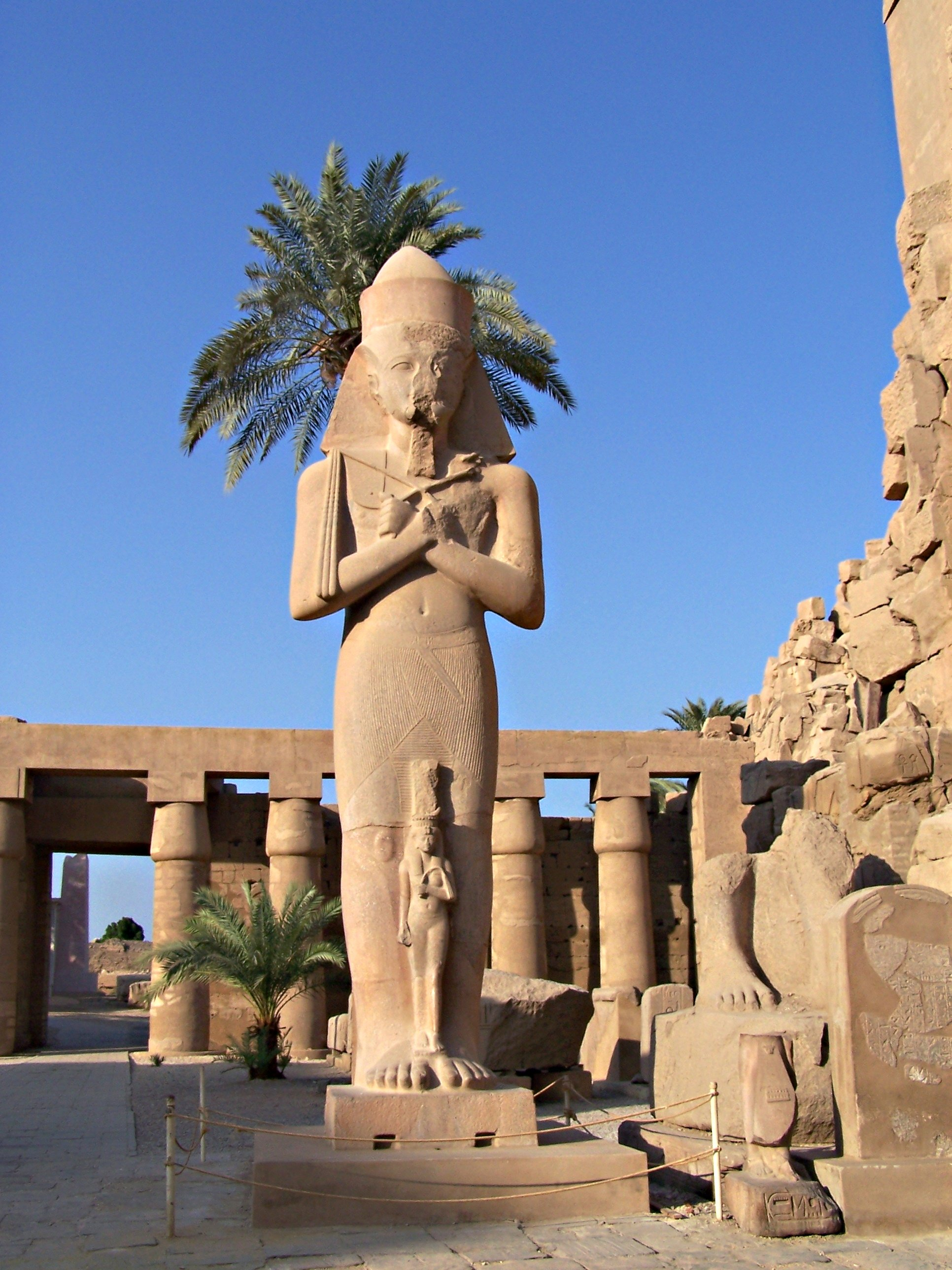
パネジェム1世の巨像（もとラムセス2世像）

アメン大神殿（アメン＝ラーの神域）は、神殿複合体の神域内のうち最大であり、テーベ三柱神（アメン、ムト、コンス）の最高神であるアメンに捧げられている。高さ10.5メートルのパネジェム1世の彫像など、いくつかの巨大な像がある。すべての列柱を含め、この神殿のための砂岩は、ナイル川の南上流およそ160キロメートル（100マイル）離れたジェベル・エル＝シルシラから搬送された。さらに高さ29.5メートル、重さ323トンとなる最大級のオベリスクが立っている。

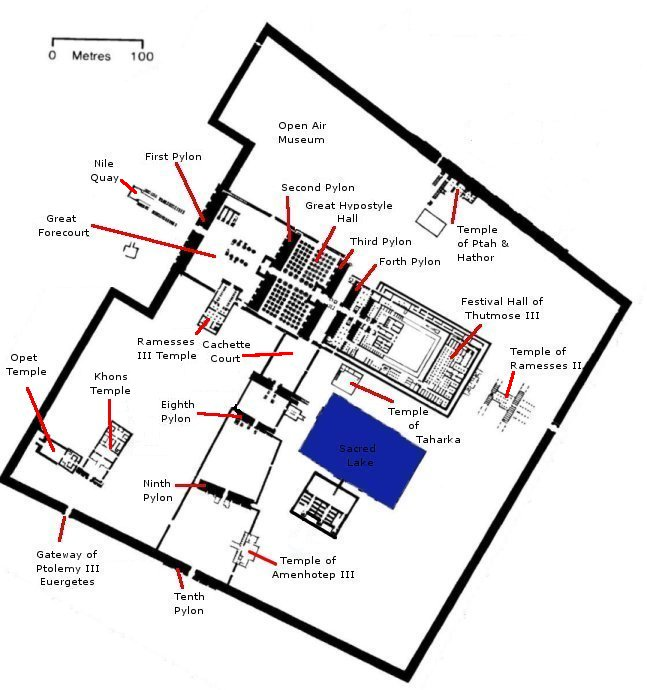
アメン大神殿平面図 （標記: 英語）

全体の構成は、およそ東西および南北に延びる2本の軸を持っており、その中心軸となる東西の主軸上は、6基の塔門で仕切られている。神域の周壁は日乾煉瓦で築かれ、厚さ10メートル、一辺の長さは約500-600メートルであり、東西540メートル、南北の西辺600メートル、東辺500メートルとなる。中王国時代、第12王朝のセンウセルト1世から、主として新王国時代、第18王朝のアメンホテプ1世（紀元前1525-1504年頃）、トトメス1世（紀元前1504-1492年頃）、第19王朝のセティ1世、ラムセス2世など、そしてローマ支配時代にわたって増改築され、歴代の王が増築部分を拡張していった。

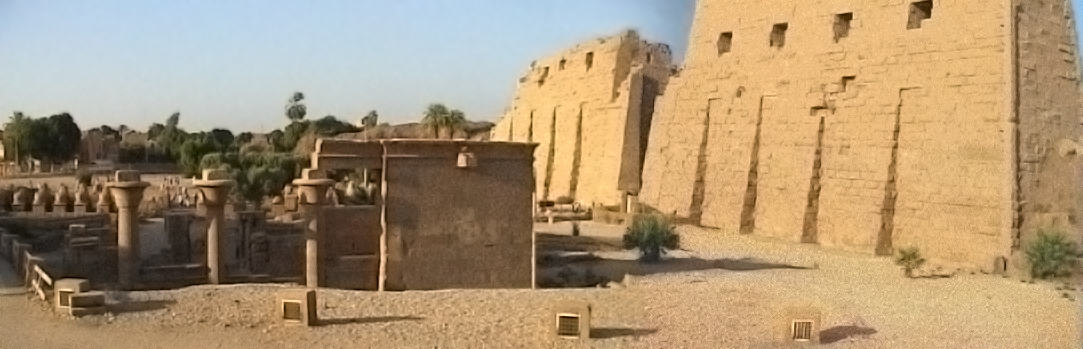
アメン大神殿の第1塔門とハコルの聖舟祠堂

第1塔門から東西の中心軸を進むと、第2塔門と第3塔門の間に巨大な列柱室がある。第3塔門から南側に向けて、アメン大神殿の主軸線とほとんど直角にもう1本の南北軸が、第7塔門から第10塔門にわたって延びており、その軸線はさらに南のムトの神域に向かっている。第7塔門の前となる、2つの軸線の交差する南側には聖池がある。
この副神殿として建設されたルクソール神殿（イペト＝レスィト、Ipet-resyt「南の専用宮殿」「南の後宮」）が、南に2-3キロメートルほど（2.4キロメートル）離れた位置にあり、1200体余りのスフィンクスが両側に並ぶスフィンクス参道（ドロモス）により通じている。毎年氾濫季（アケト）の第2月の11日間（第20王朝 〈紀元前1184-1069年頃〉のラムセス3世〈紀元前1184-1153年頃〉の頃には約1か月にわたって続けられるようになった）のオペト祭において、アメン神は、妻神ムト、子神コンスの他の三柱の神体とともに聖舟にのせられ、カルナックのアメン大神殿から南のルクソール神殿に運ばれた。

### 東西軸の構成
主な神殿が東西軸上に配置され、埠頭（現在は干上がりナイル川から数百メートル〈500-600ヤード〉離れる）を経由して入場する。

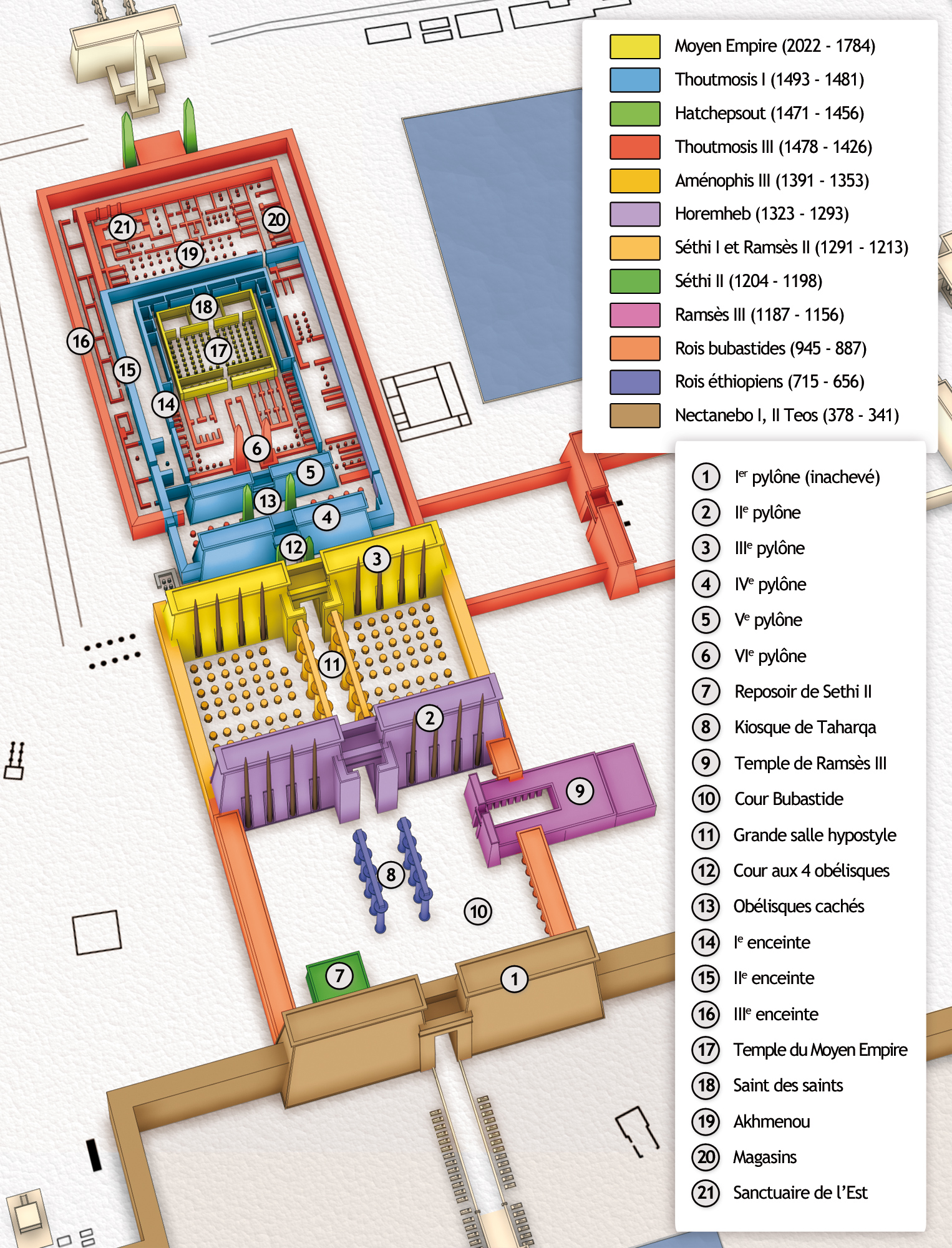
アメン大神殿の東西軸 （標記: フランス語）
中王国時代（前2055-1650年頃）
トトメス1世（前1504-1492年頃）
ハトシェプスト（前1473-1458年頃）
トトメス3世（前1479-1425年頃）
アメンホテプ3世（前1390-1352年頃）
ホルエムヘブ（前1323-1295年頃）
セティ1世-ラムセス2世（前1294-1213年頃）
セティ2世（前1200-1194年頃）
ラムセス3世（前1184-1153年頃）
第22王朝（前945-715年頃）
第25王朝（前747-656年）
ネクタネボ1世、テオス、ネクタネボ2世（前380-343年）
----
1. 第1塔門 2. 第2塔門 3. 第3塔門
4. 第4塔門 5. 第5塔門 6. 第6塔門
7. セティ2世の聖舟祠堂
8. タハルカのキオスク 9. ラムセス3世神殿
10. 第22王朝の中庭 11. 大列柱室
12. トトメス1世のオベリスク
13. ハトシェプストのオベリスク
14. 第1周壁 15. 第2周壁 16. 第3周壁
17. 中王国時代の神殿遺構（中庭） 18. 至聖所
19. トトメス3世祝祭殿
20. 祖先の部屋 21. 東の祠堂

#### ナイル川埠頭

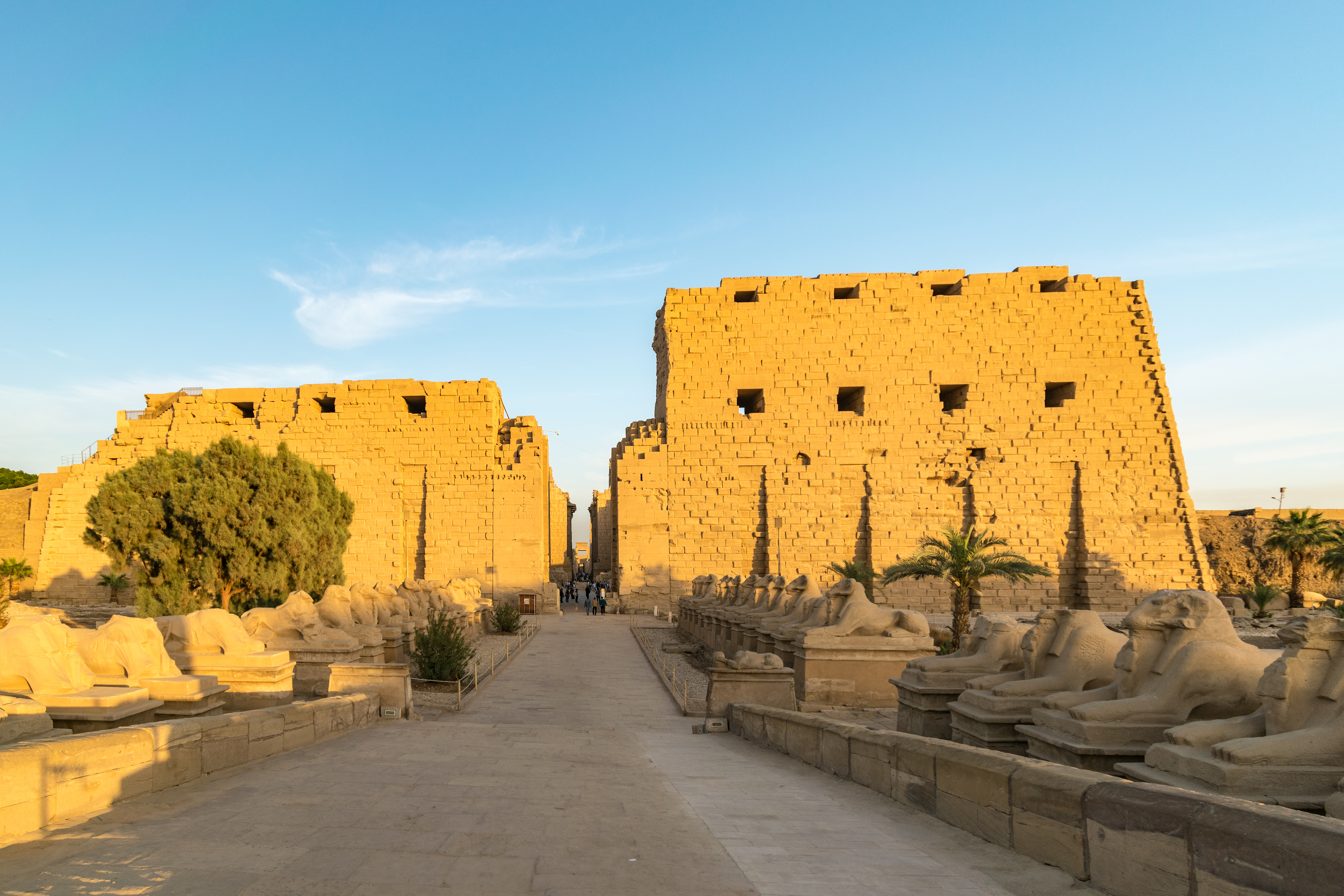
羊頭スフィンクス参道
（第1塔門入口）

現代の入口は、かつて運河によりナイル川に接続していた古代のテラス（英: Terrace、またはトリビューン、Tribune）の末端にあたる。そのため埠頭（船着場）のテラスに刻み込まれ（多くは現在侵食されて消えている）、総じてナイル川水位文書（英: Nile Level Texts）と称される第3中間期（紀元前1069-747年頃）の第21王朝（紀元前1069-945年頃）から第24王朝（紀元前727-715年頃）の歴代の王の時代に刻まれた浸水計測記録があるが、訪問者にはほとんど知られていない。
ハコルの聖舟祠堂
古代の埠頭の傍らには、第29王朝のハコル（紀元前393-380年）の聖舟祠堂が残る。聖舟は、実際の舟（バーク）を模したもので、これを神輿として運ぶ行列の際に川を経由する聖舟のための休息所であった。
スフィンクス参道（ドロモス）
ラムセス2世の構築した埠頭より第1塔門に通じ、40体の雄羊の頭を持つスフィンクス（クリオスフィンクス）が両側に並ぶ。当初、埠頭からは同じくラムセス2世が建立したスフィンクス参道は第2塔門への入口につながっていたが、第1塔門が構築されたときに、それらの羊頭スフィンクスは前庭の両脇に移された。

#### 第1塔門
現在のこの塔門の建設は第30王朝に始まるとされるが、すべては完成しなかった。塔門の幅は113メートルで高さ43メートル、厚さは15メートル。塔門の内（東）側に多くの泥煉瓦を積み重ねた傾斜面があり、それは塔門がどのように構築されたかについての手掛かりを示している。

#### 前庭（第1中庭、大中庭）

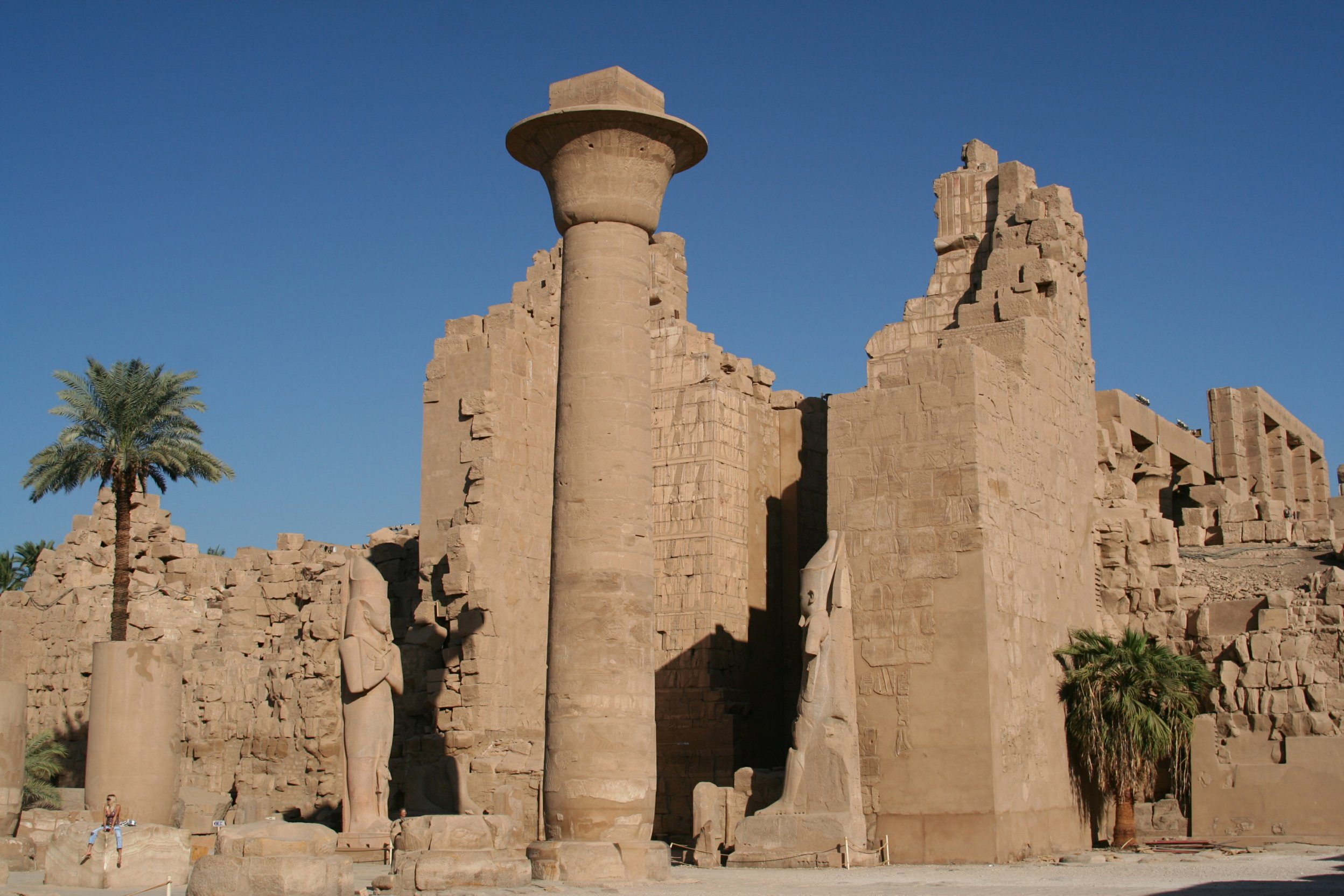
前庭にあるタハルカのパピルス柱（高さ21m）

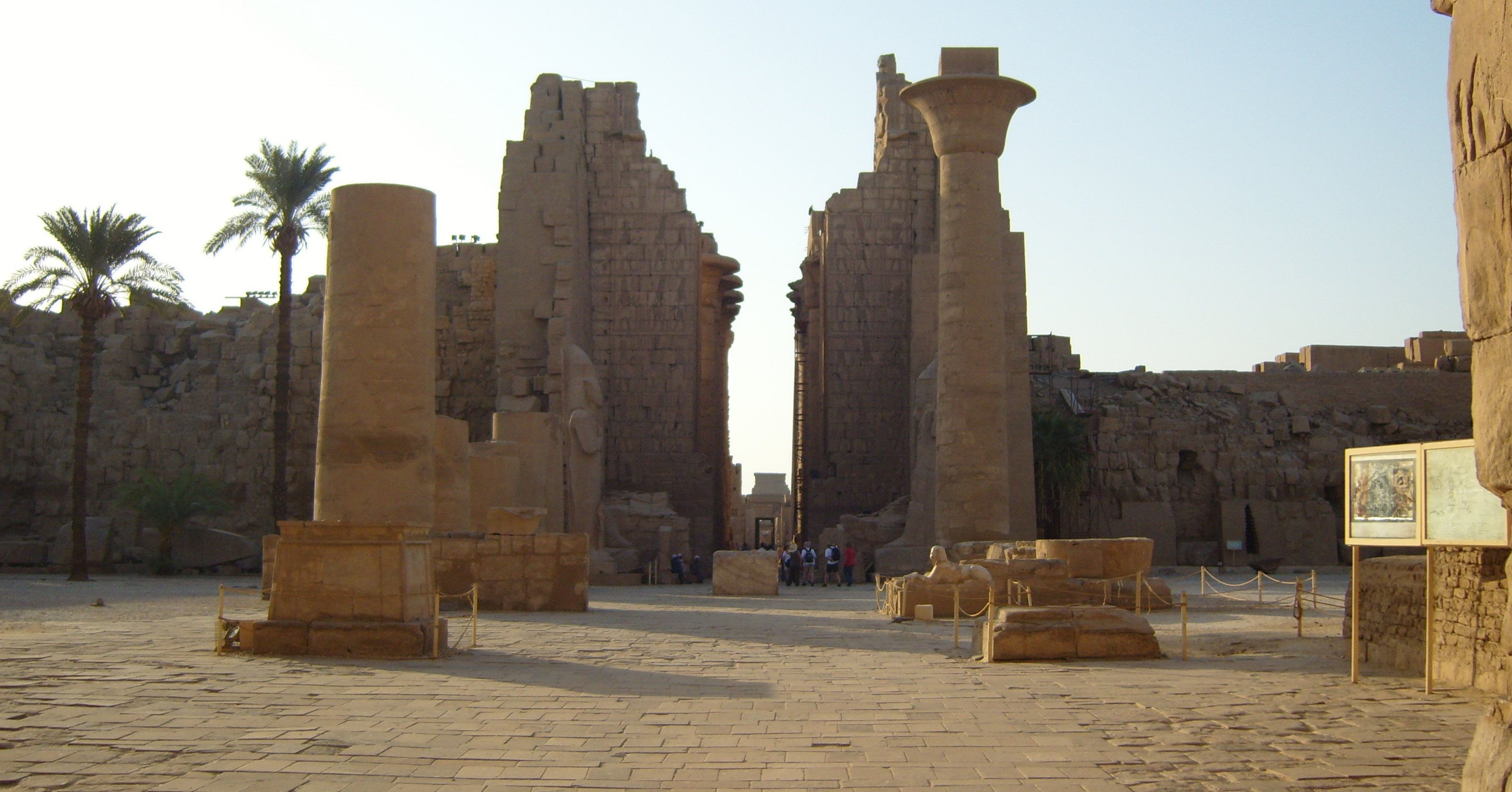
第2塔門の入口（前庭）

第22王朝（ブバスティス朝、紀元前945-715年頃）における前庭（中庭）は、幅103メートル、奥行き84メートルとなる。ここにある建築物は、いくつかのより古い建造物を取り込んでおり、それから元来のスフィンクス参道が移されたことが分かる。

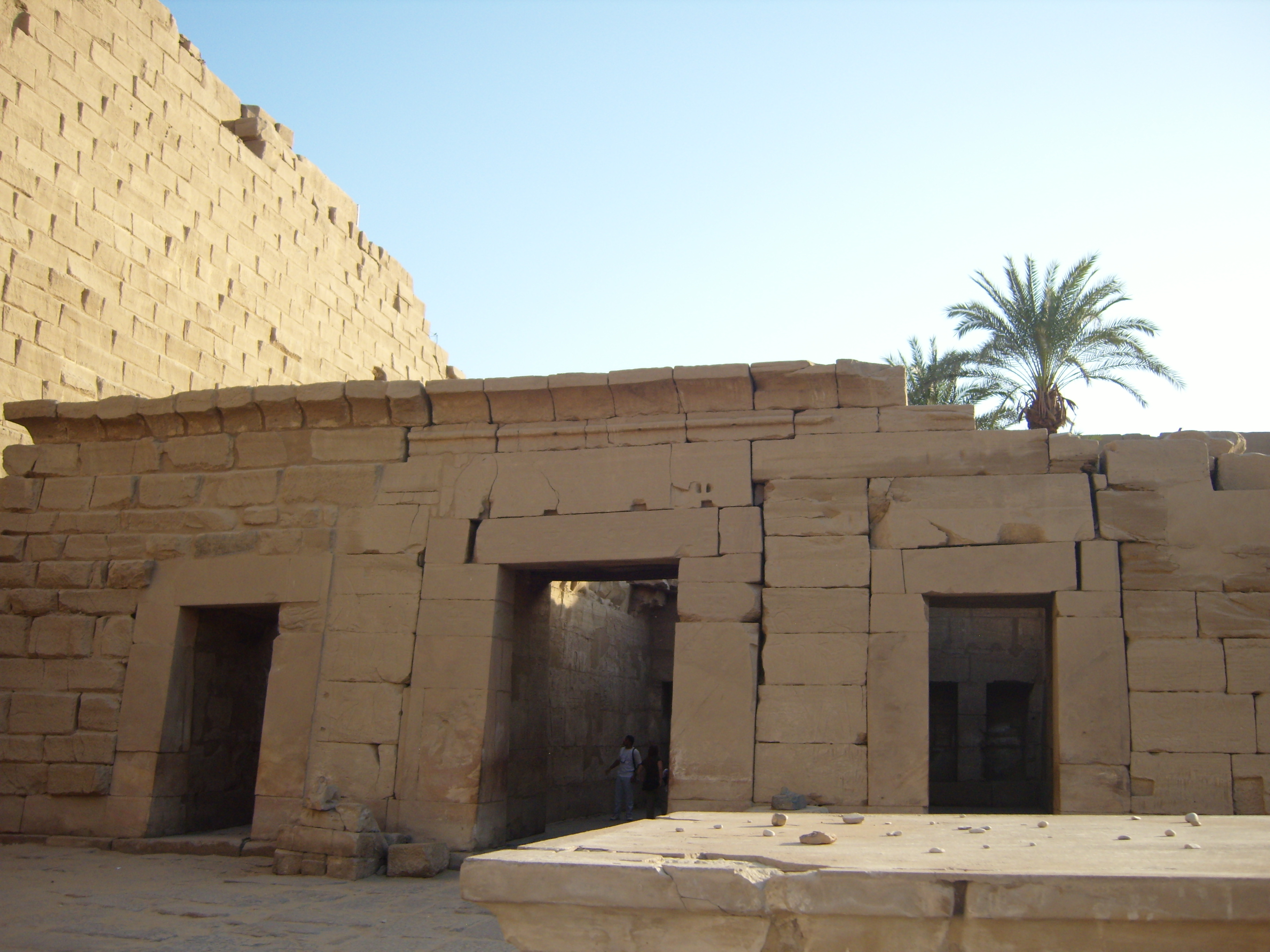
セティ2世の聖舟祠堂
第19王朝のセティ2世（紀元前1200-1194年頃）の聖舟祠堂は、花崗岩と砂岩によるテーベ三柱神の聖舟休息所であり、中央にアメン、左にムト、右にコンスの聖舟を納める3つの部屋がある。
タハルカのキオスク（パピルス柱）
前庭には第25王朝のタハルカ（紀元前690-664年）のキオスクの一部であった10本のパピルス柱のうち1本が残存する。もとは東西に出入口のある露天構造であり、神殿の儀式に関連したとも考えられるこの構造物は、その後、第26王朝（紀元前664-525年）のプサムテク2世（紀元前595-589年）のものとなり、プトレマイオス朝の時代に修復を受けた。

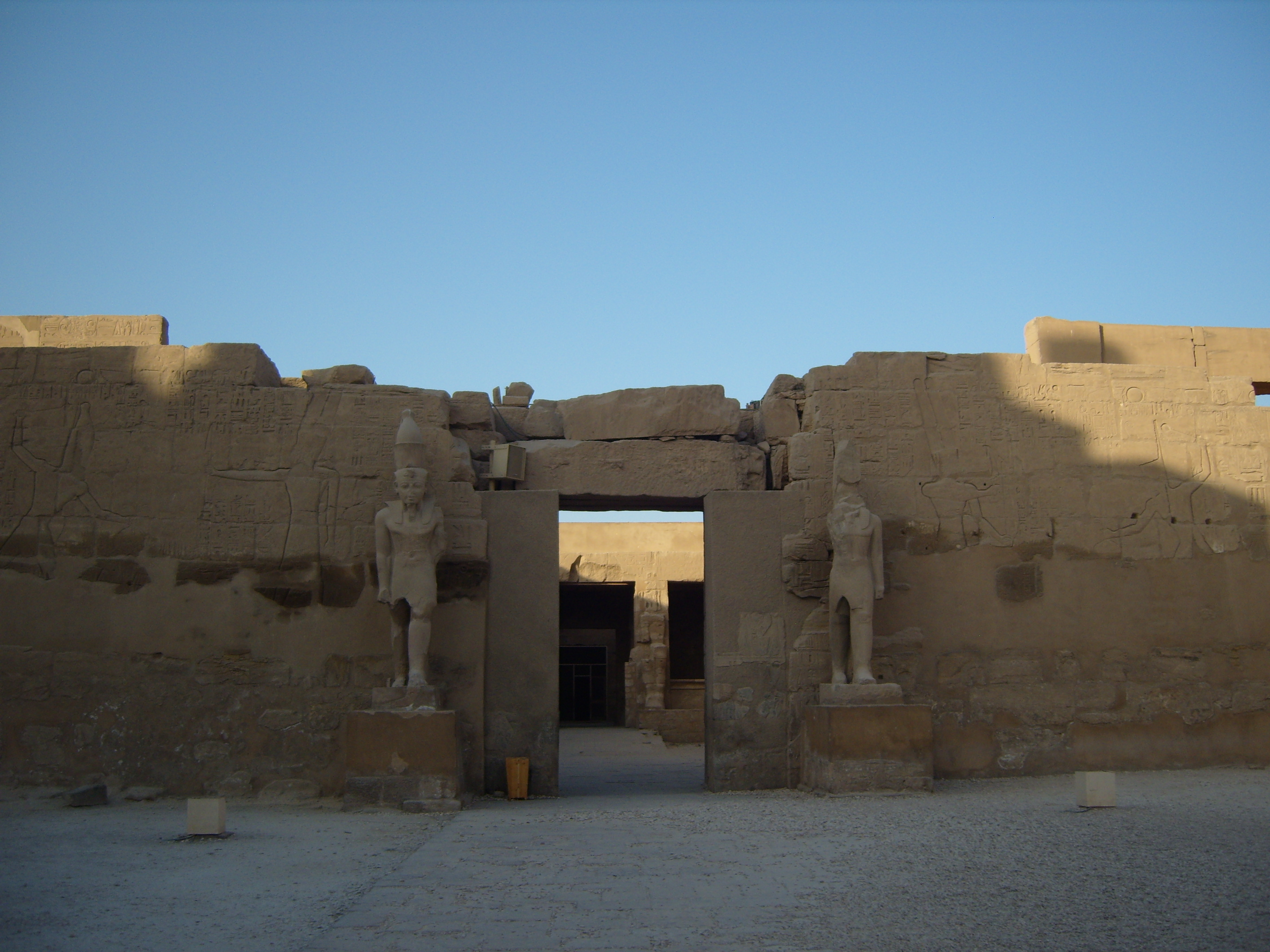
ラムセス3世神殿（正面入口）

ラムセス3世神殿
前庭の南側に、第20王朝のラムセス3世によって建造された小神殿がある。この神殿もセティ2世の聖舟祠堂と同じく第1塔門が建設される以前には、主神殿の外側に位置していた。メディネト・ハブのラムセス3世葬祭殿を縮小した形で構築されており、神殿の中庭の左右に各8体のオシリスをかたどる王の立像が並び、その奥に多柱室やテーベ三柱神の聖舟祠堂が備えられている。
ラムセス3世神殿の東隣（前庭入口）には、第22王朝のシェションク1世（紀元前945-924年頃、シシャク〈「旧約聖書」列王記 I 14. 25-26〉）の業績を記念した「ブバスティス門」があり、その外壁には、シェションク1世が捕虜を打ち据える場面が描かれる。
ピネジェムの像
第2塔門前の左側には、神官（第21王朝のアメン大司祭）ピネジェムの像が立つ。花崗岩の巨像の足元にはラムセス2世の王女ベントアンタ（もしくは王妃ネフェルタリ）の彫像が見られ、元来、第19王朝のラムセス2世のものであったが、第20王朝のラムセス6世（紀元前1143-1136年頃）のものとなった後、ラムセス11世（紀元前1099-1069年頃）の王女ヘヌトタウイと結婚した神官王ピネジェム1世が自身の名前を刻んだ。この巨像は復元され、現在の位置に建立されている。

#### 第2塔門
第2塔門の正面入口の左右にラムセス2世の片足を踏み出した2体の巨像が建立され、1体は両足の部分のみ残存する。この塔門は、第18王朝のホルエムヘブ（紀元前1323-1295年頃）の統治末期に着工され、一部に装飾が施された。ホルエムヘブは塔門の内部を、以前にあった記念建造物であるツタンカーメン（トゥトアンクアメン、紀元前1336-1327年頃）やアイ（紀元前1327-1323年頃）の神殿構造物のほか、特にアメンホテプ4世（アクエンアテン、紀元前1352-1336年頃）の記念建造物から砂岩ブロック（タラタート）を解体し再利用した数千のブロックで埋め尽くした。
第19王朝のラムセス1世 （紀元前1295-1294年頃）は、塔門にあるホルエムヘブのレリーフや碑文を侵害し、それらにラムセス1世自身のものを加えた。これらはその後、ラムセス2世により奪われた。塔門の東（背）面は、セティ1世のもとで新たに築かれた大列柱室の西壁になり、セティ1世がその列柱室を構築するとき、そこに父ラムセス1世の肖像を消さなければならないことの埋め合わせとして、亡きラムセス1世を讃えるいくつかの肖像が加えられた。第2塔門の中央部は末期王朝の時代に崩壊し、その後、プトレマイオス朝時代に修復されており、プトレマイオス6世（紀元前180-145年）の肖像が描かれている。

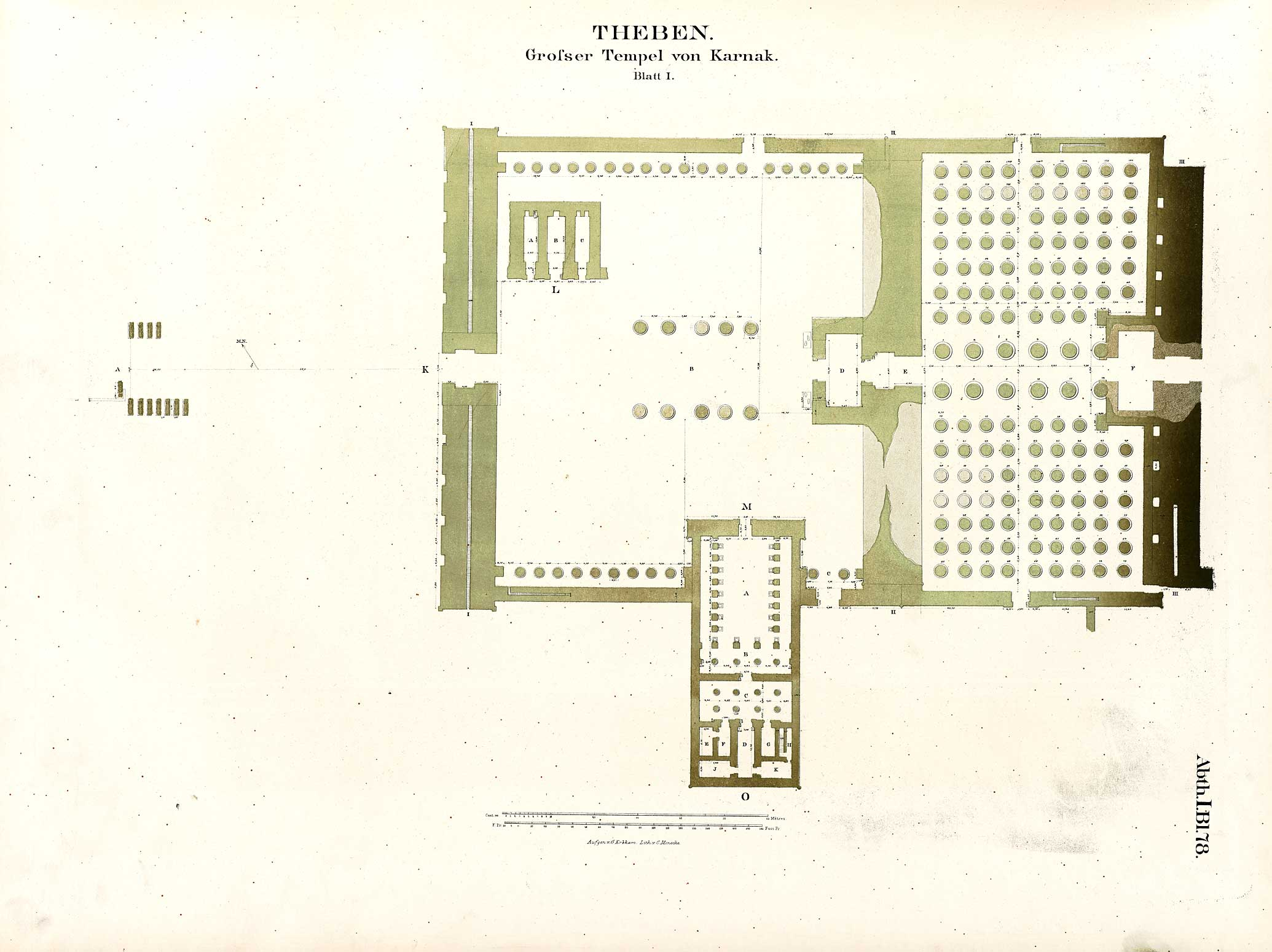
中央: 前庭、中央下: ラムセス3世神殿、
右: 大列柱室（19世紀）

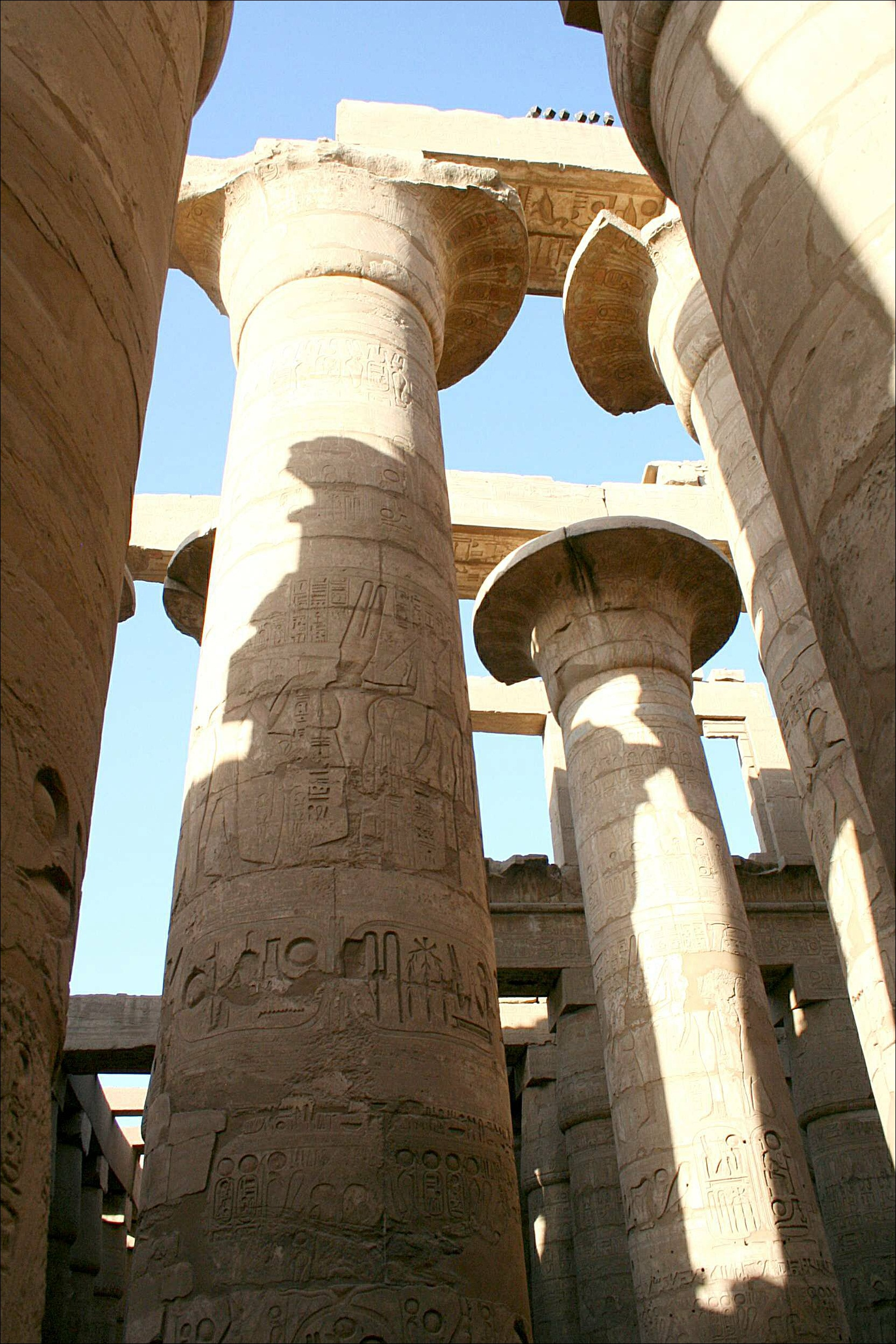
大列柱室（開花式パピルス柱）

大列柱室

#### 大列柱室
大列柱室（多柱室）は、幅102メートル、奥行き53メートルにおよび、面積5406平方メートル（0.5ヘクタール余り）となる領域に、16列に配置された134本の巨大な円柱がある。これらの円柱のうち122本は高さ約12メートル、直径2メートルの未開花式パピルス柱であり、また、中央の2列に並ぶ12本は、他の円柱より大きい開花式パピルス柱で、高さが約21メートル、直径3.6メートルで、外周は10メートル余り（約33フィート）、柱頭の最大円周は15メートルとなる。134本のパピルス列柱は、天地創造の大地（原初の丘）に浮かんだ葦（パピルス）の湿原を表している。

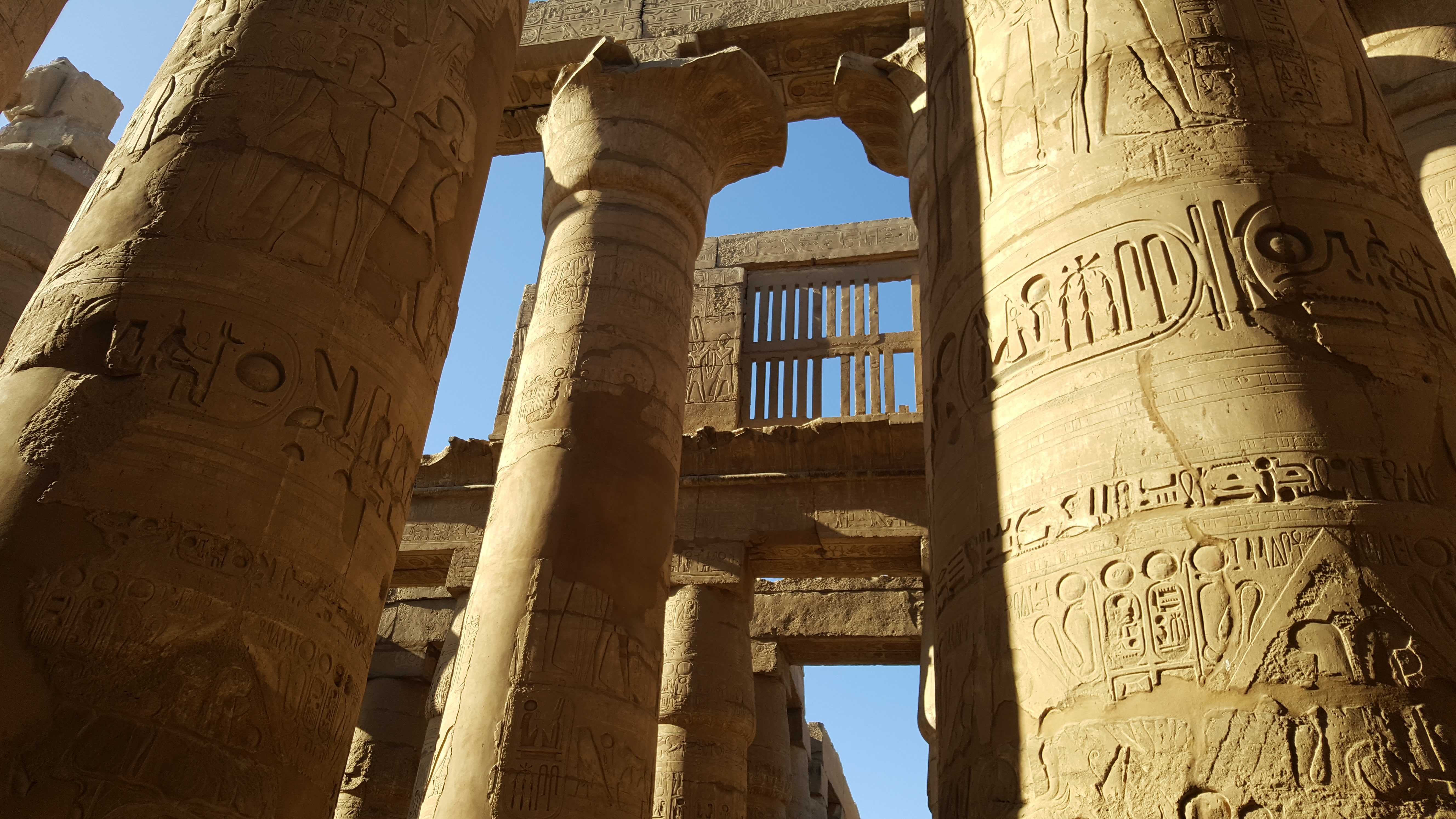
大列柱室の高窓

大列柱室は、高い中央上方の縦格子を持つ高窓より採光されていた。カルナックはアラビア語で「窓」の意であり、この多柱室の窓の特徴から神殿や周辺の村の名となったとも考えられる。
この多柱式建築は、第18王朝のアメンホテプ3世 （紀元前1390-1352年頃）の着工の後、第19王朝のセティ1世によって装飾が始められ、ラムセス2世により完成した。列柱室の北側は隆起した浮き彫りで装飾されており、セティ1世の取り組んだものであった。セティ1世は死去する直前に列柱室の南側の装飾を始めたが、この部分はほとんど息子であるラムセス2世によって完成した。ラムセス2世の装飾は当初浮き彫りであったがすぐに沈み彫りへと変更し、その後の列柱室の南側にあるラムセス2世の浮き彫り装飾は、そこにあるセティ1世のわずかなレリーフに加わり、沈み彫りに切り替わった。ラムセス2世は隆起した浮き彫りとして北翼棟にセティ1世のレリーフを残した。ラムセス2世はまた列柱室の他の場所において父のレリーフのほとんどを尊重しながらも、列柱室の東西の主軸沿いおよび南北の列柱通路の北側部分に沿ってセティ1世の名をラムセス2世自らのものに変更した。
外壁には、北にセティ1世、南にラムセス2世のシリア・パレスチナにおける戦いの場面が描かれている。このほかラムセス2世の南壁に隣接して、ラムセス2世の治世21年にヒッタイトと調印した平和条約の文（世界最古の平和条約文書）を含む壁面がある。

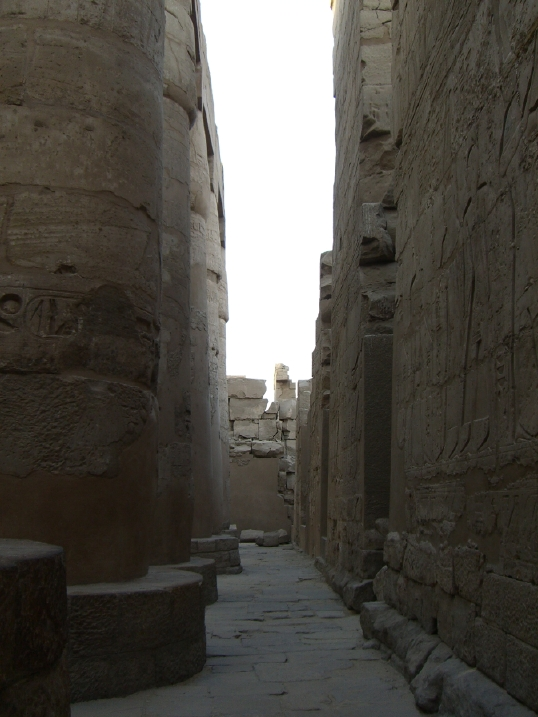
大列柱室と第3塔門

#### 第3塔門
ハトホル列柱室の壁を通り抜けると、ほとんど崩壊した横軸の部屋が、再建されたアメンホテプ3世の第3塔門に平行してある。かなり崩壊しているが、古代において非常に壮麗なものであり、その部分はアメンホテプ3世によって黄金で一様に覆われていた。前庭はアメンホテプ3世の治世後期に加えられ、次いで新王が神アメン＝ラーの崇拝を拒んだ宗教革命によって計画が放棄される前に、アメンホテプ4世により未完成であった勝利の場面が部分的に装飾された。
第3塔門を建設する際、アメンホテプ3世は、自身が統治する以前に建てられた小さな門など、多くのより古い記念建造物を解体した。アメンホテプはこれら記念建造物からの何百ものブロックで塔門内部を満たすよう埋め込んだ。これらは20世紀前半にエジプト学者によって修復され、現在、カルナックの野外博物館にあるセンウセルト1世の「白い祠堂」や女王ハトシェプストの「赤い祠堂」など、いくつかの失われた記念建造物の修復に結びついた。
塔門のレリーフは、その後さらに自身の肖像を挿入したツタンカーメンにより修復された。これらは次いで後のホルエムヘブによって消された。ツタンカーメンの消された肖像は長くアメンホテプ4世のものであろうと考えられ、おそらくアメンホテプ4世とアメンホテプ3世との間の摂政の証拠であろうとされたが、現在、ほとんどの学者はこれを否定している。

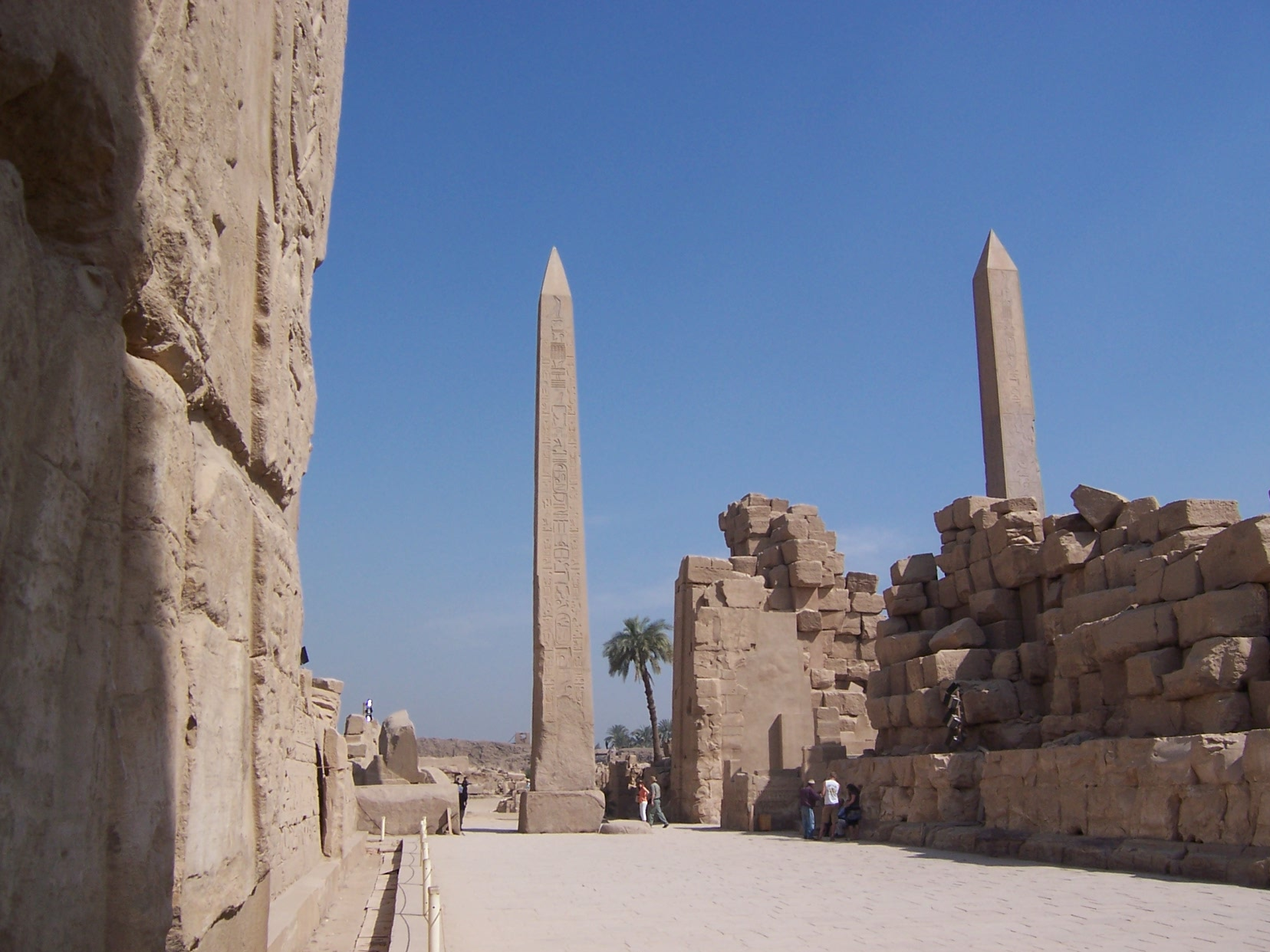
トトメス1世のオベリスク（中央左）とハトシェプストのオベリスク（右）

#### 第4塔門と第5塔門

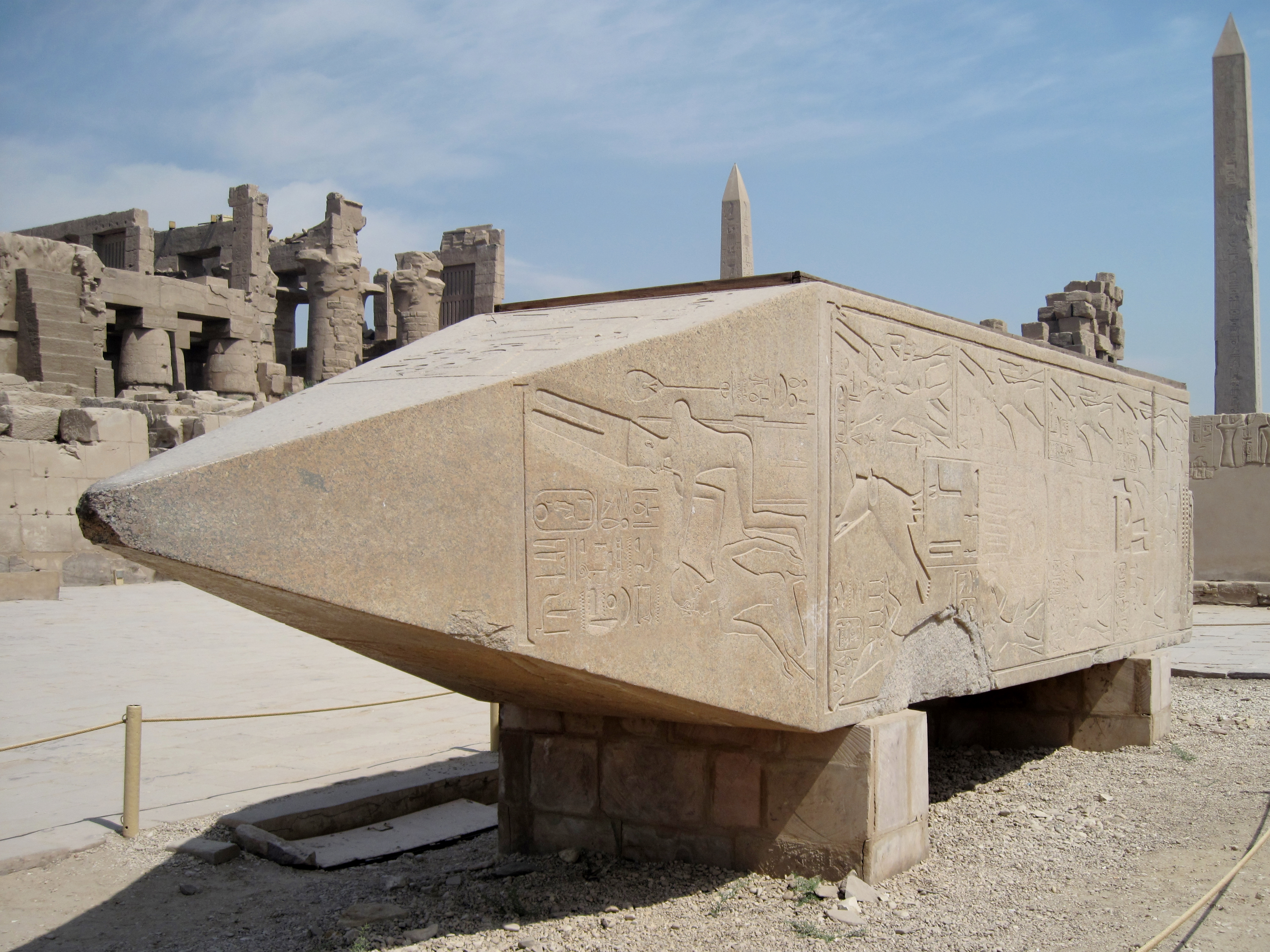
ハトシェプストの倒れたオベリスクの先端部

第4塔門および第5塔門は、トトメス1世により築かれた。トトメス1世は第4塔門と第5塔門を含めて北・南・東側に中王国時代の神殿域を囲む周壁を建造し、かつて列柱があった第4塔門と第5塔門の間の狭い区画は、今もなおその場にある神殿の最も古い部分より構成される。
トトメス1世のオベリスク
狭い広間には、赤色花崗岩を加工した2基の大型オベリスクがあり、第3塔門と第4塔門の間（第4塔門入口）に立つオベリスク（一対の南側の1基）はトトメス1世にさかのぼるもので、高さ19.5メートル、重さは143トンとされる。トトメス1世の2基のオベリスクをカルナックに運搬するため、全長63メートル（120キュビット）、幅21メートル（40キュビット）の堂々たる船が建造されたと記録にある。
ハトシェプストのオベリスク
第4塔門と第5塔門の間にある女王ハトシェプストのオベリスク（一対の北側の1基）は、高さ29.56メートル、重さは323トンとされる。東西に見られる碑文にはハトシェプストの名と称号とともに、父王トトメス1世とアメン＝ラーに捧げたことなどが刻まれている。後の王トトメス3世は、この地上からの眺めを遮り、その周囲に壁を築いた。ハトシェプストのもう1基の折れたオベリスクは、聖池の近くに置かれ、その先端部には腰掛けた神アメンの前に座るハトシェプストの描画がある。ハトシェプストはアメン大神殿にオベリスクを他に2基建立しているが、トトメス3世祝祭殿の東の奥壁外部にあった一対のオベリスクは早くに破壊され、台座のみ残存する。

#### 第6塔門
第6塔門は、トトメス3世により2本の角柱が立つ「記録の間」（年代記の間、上・下エジプトの間）の入場門として築かれたが、ほとんど残存していない。トトメス3世の塔門はアメンホテプ4世により破壊された後、ツタンカーメンによって修復されたアメン神のいくつかの彫像などがある。これらの彫像画は、その後またツタンカーメンの修復した碑文を奪ったホルエムヘブによって再び刻まれた。ここから「記録の間」であった中庭より聖舟安置所を通り、王が貢ぎ物を記録した「供犠の間」へとつながる

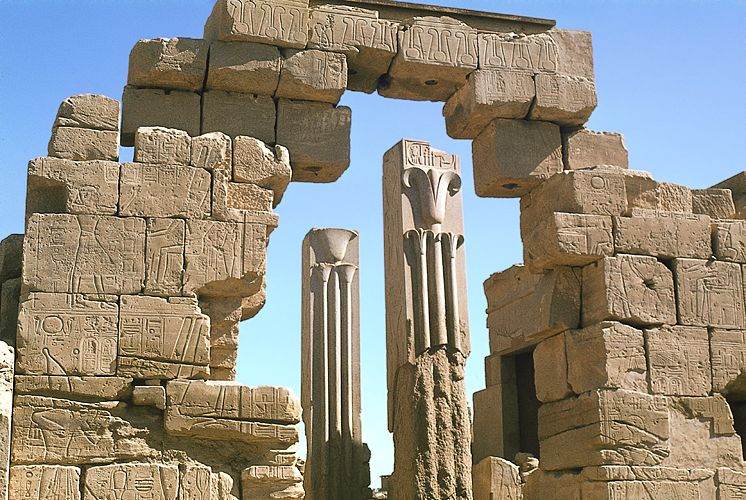
上・下エジプトの柱
ハトシェプストの時代にレバントの小国が離反するのを見た次王トトメス3世は、遠征を17年間繰り返し、レバント（シリア＝パレスチナ）遠征の勝利を「トトメス3世年代記」として刻んだ。この「記録の間」にあった天井は、南北にある2本の花崗岩の角柱により支えられ、北の柱には下エジプトを象徴するパピルス、南の柱には上エジプトを象徴するロータスが、隆起した高浮き彫りにより装飾され、側面には神々と交わるトトメス3世とともに、上段にムトとその下にアメン＝ラーが彫られている。

#### 中王国時代の中庭
至聖所と祝祭殿の間には中庭（中央中庭）があり、この区域はかつて最も古い神殿があった場所で、後に石材として構造物が解体される前には、中王国時代の神殿の中心部として至聖所が位置したと考えられる。ここは一段低く礎石が残存し、方解石ないしアラバスターの石板が認められる。

#### 至聖所
この至聖所は、アレクサンドロス大王（紀元前332-323年）の死後、王位を継承したフィリッポス・アリダイオス（紀元前323-317年）により、それ以前のトトメス3世によって建てられた至聖所（祠堂）の場所に構築された。奥室にはアムンの聖舟祠堂の聖舟を安置する台座が残存する。花崗岩によるこの至聖所の周囲にはハトシェプストによる砂岩の部屋があり、また、以前の至聖所の壁が直近にあり、トトメス3世の献納を記した碑文が今もなお見られる。

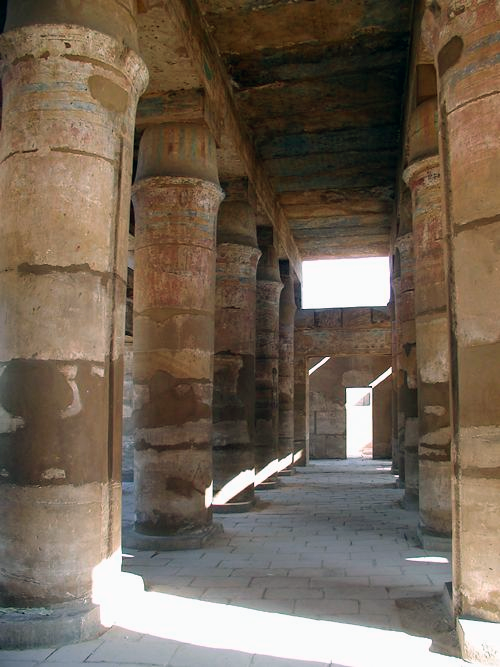
トトメス3世祝祭殿の多柱室

#### トトメス3世祝祭殿
主神殿複合体の東に建っている祝祭殿（または Akh-menu 「諸々の記念建造物のうち最も壮麗なもの」）は、それ自体、神殿の東西の主軸に対して直角の軸線を持っている。もともとはトトメス3世の祝祭（セド祭〈ヘブ＝セド、Heb-Sed 「王の祝祭」〉）を執り行うために建造され、後に年に1度のオペト祭の一部として使われるようになった。
その多柱室は、幅44メートル、奥行き17メートルで、周囲を角柱（32本）が支える天井とその中央部に古代の軍用テントの支柱を模したと考えられる円柱（20本）により構築されている。 ここは後にキリスト教会（6世紀頃のコプト教会の礼拝堂）として再利用された時代の装飾も一部に残存する。また、祝祭殿の壁にはトトメス3世の植物園と称されるレリーフがある。さらに南西角の「祖先の部屋」からは、王メネスに始まりトトメス3世に至る62人の王名を示すカルナック王名表（トトメス3世の王名表）が発見され、現在はルーヴル美術館に所蔵されている。
主神殿複合体のトトメス3世祝祭殿の東方に位置し、東西軸上に置かれたラムセス2世の統治中に構築された祠堂として、テーベの領民がアムン神に祈った「聞き届ける耳の祠堂」などと称されるラムセス2世神殿の遺構がある。ここにトトメス3世より建立され、単独で立っていた1基のオベリスクは、ローマのラテラノ大聖堂前のサン・ジョバンニ広場にある「ラテラノ・オベリスク」（高さ32.18メートル）と考えられる。
また、アメン大神殿の東西軸の東端にあたる第25王朝のネクタネボ1世による東門は、高さ20メートル近くにおよぶ。

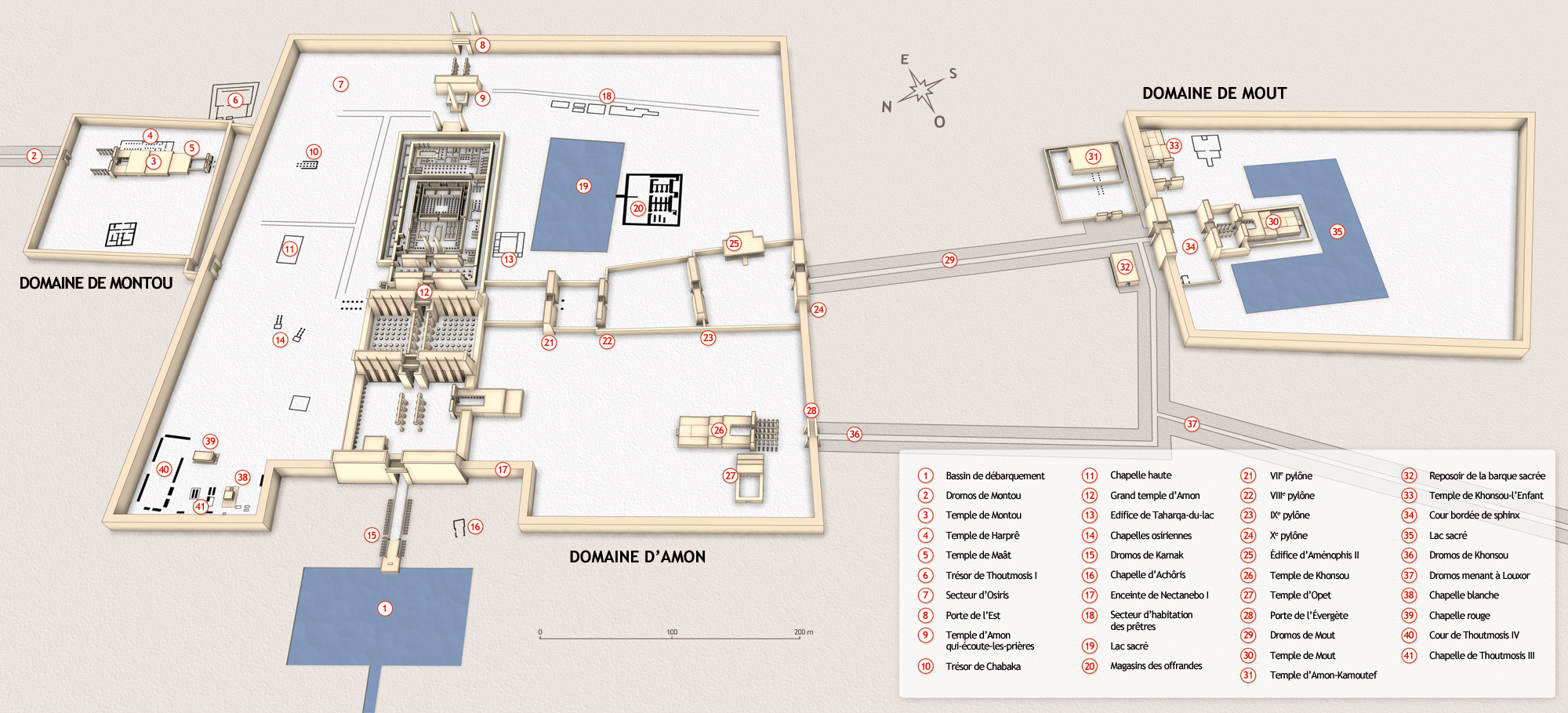
カルナック神殿概要図 （標記: フランス語）
モンチュの神域 (Domaine de Montou) アメンの神域 (Domaine D'Amon) ムトの神域 (Domaine de Mout)
----
1. 船着場 2. モンチュのスフィンクス参道 3. モンチュ神殿 4. ハルパラー神殿 5. マアト神殿
6. トトメス1世神殿 7. オシリスの区域 8. 東門 9. 聞き届ける耳の祠堂 10. チャバカの宝庫 11. 高い祠堂
12. アメン大神殿 13. タハルカの建物跡 14. オシリスの祠堂 15. スフィンクス参道 16. ハコルの聖舟祠堂 17. ネクタネボ1世の周壁 18. 神官の住居跡 19. 聖池 20. 聖鳥の囲い地 21. 第7塔門 22. 第8塔門
23. 第9塔門 24. 第10塔門 25. アメンホテプ2世祝祭殿 26. コンス神殿 27. オペト神殿
28. コンス神殿の記念門 29. ムトのスフィンクス参道 30. ムト神殿 31. アメン＝カムテフ神殿 32. 聖舟祠堂 33. コンス・パ＝ケレド神殿 34. スフィンクスの中庭 35. 聖池 36. コンスのスフィンクス参道
37. ルクソールのスフィンクス参道 38. 白い祠堂 39. 赤い祠堂 40. トトメス4世の列柱廊
41. トトメス3世の祠堂

### 南北軸の構成
女王ハトシェプストの時代より着手された南北軸が、第4塔門よりムトの神域を経由してルクソール神殿に向かっている。

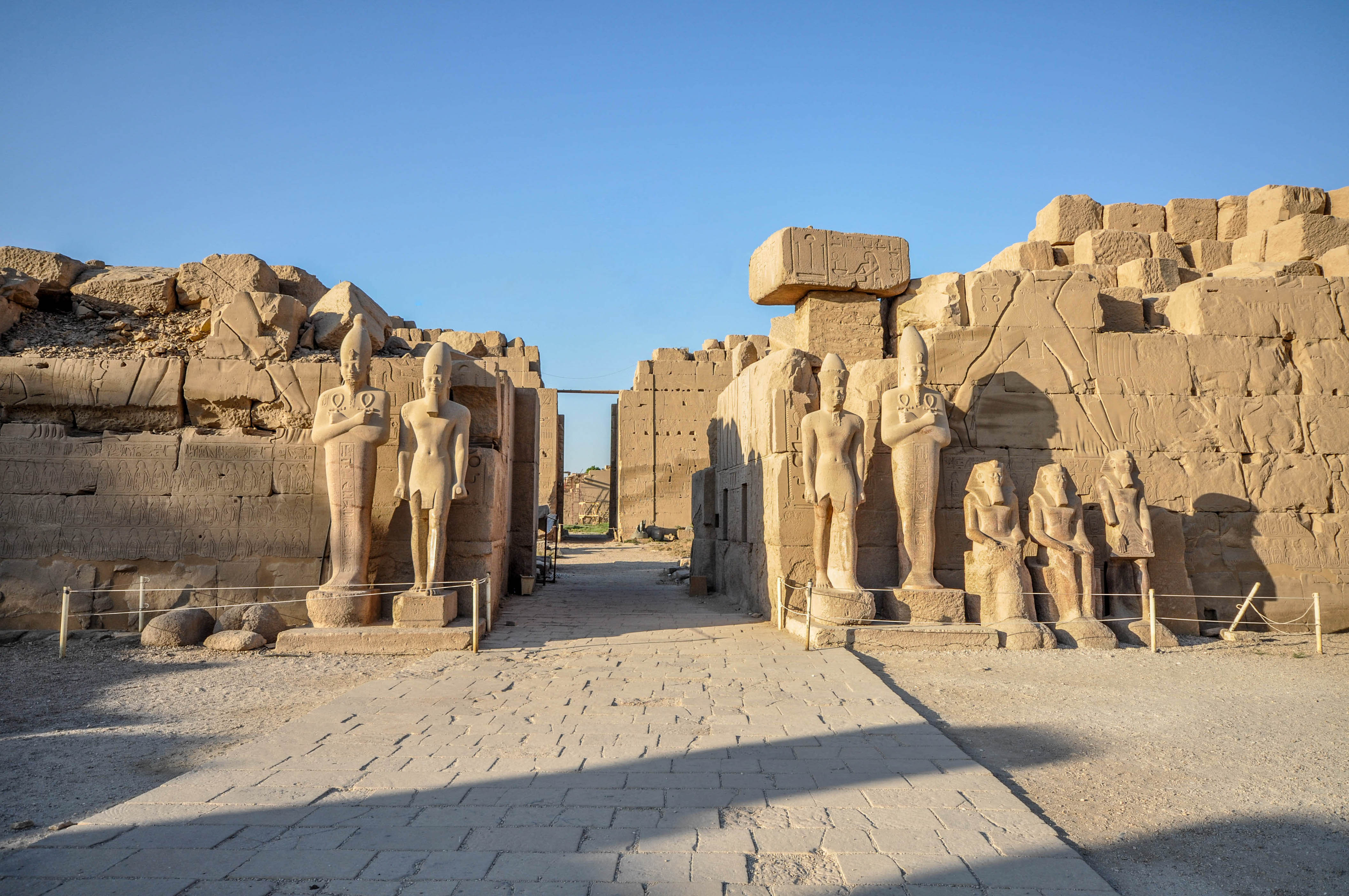
「隠し場」の中庭

#### 「隠し場」の中庭
第19王朝のメルエンプタハ（紀元前1213-1203年頃）は、ルクソール神殿への行進行列の始まる「隠し場」（カシェット〈カシェ〉、Cachett）の中庭の壁面に、海の民に対する自身の勝利を記念した。また、中庭にはオシリスの姿の王像ととに左足を踏み出した王像などがある。
20世紀初頭の1903年に、この広い中庭の南側の地下にあった「隠し場」が発見され、深い縦穴に埋められていたアメンホテプ2世（紀元前1427-1400年頃）の像など大小900体余りの石像を含む約2万点の彫像や石碑が発掘された。これらの多くは第20王朝からプトレマイオス朝時代のもので、おそらく再建や建設のため複合体の空き地の1つに埋められたものと考えられる。

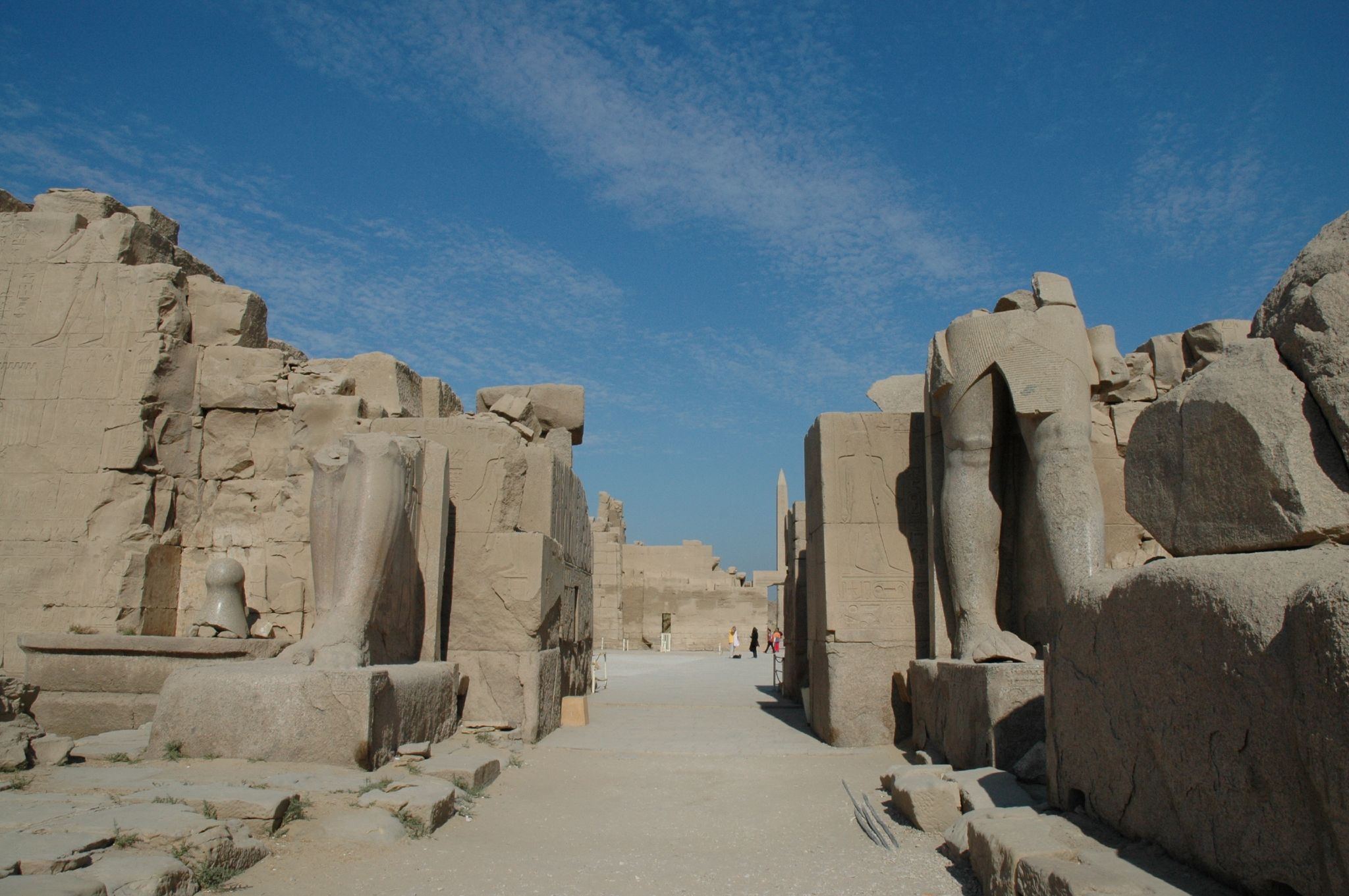
第7塔門

#### 第7塔門
トトメス3世により築かれたもので、その中庭の側壁は後のラムセス2世に次ぐ息子メルエンプタハによって建造された。第7塔門が通常、一般に通過できる塔門の最後となる。

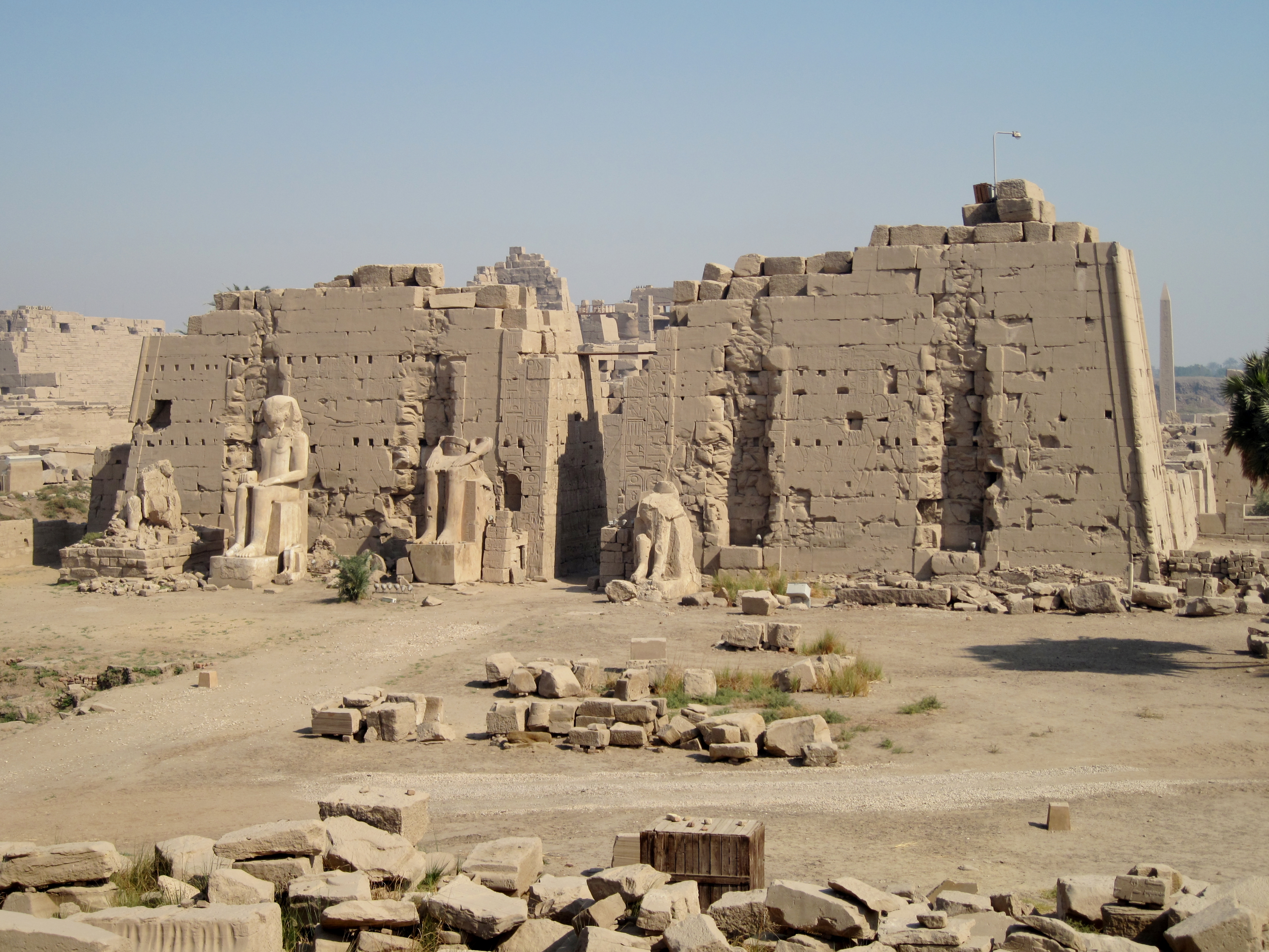
第8塔門

#### 第8塔門
ハトシェプストにより建造されたもので、塔門の前方には巨大な座像が建立されている。この第8塔門以降の南北軸の塔門は、フランス＝エジプト合同調査隊により修復が行われている。

#### 第9塔門
この塔門はホルエムヘブにより構築（あるいは少なくとも完成）された。内部は空洞で、階段を経由して、その最上部に向かうことが認められる。塔門の空洞の詰め石にはアメンホテプ4世のアテン神殿を形成したタラタートを解体し再使用された。この1926年に発見されたタラタート・ブロックは、塔門の下方の石材にアメンホテプ4世の神殿の上部のブロックが詰められ、塔門の上方にいくに連れて神殿下部のブロックとなることから、石材としてアメンホテプ4世のアテン神殿を解体しながら塔門の詰め石として再使用したことが示唆される。

#### アメンホテプ2世祝祭殿
アメンホテプ2世の祝祭殿（セド祭殿）は、第9塔門と第10塔門の間の中庭の東壁に復元されている。この構造物は、かつては第8塔門より手前にあり、ホルエムヘブが南北軸を拡張し第9塔門を構築する際に分解された後、現在の位置に再建されたと考えられる。

#### 第10塔門
ここもやはり、ホルエムヘブが主な建築資材としてアメンホテプ4世の神殿より解体されたタラタートを使用して、この最後の塔門を構築した。両側にホルエムヘブと思われる2体の石灰岩の巨像があり、ホルエムヘブの名のもと、裏側の通路の周りに4つの記録がある。また、この2基の塔門とともにホルエムヘブは、ムトの神域に向かう羊頭スフィンクス参道とともに、南のルクソール神殿に続く人頭スフィンクス参道を整備した。

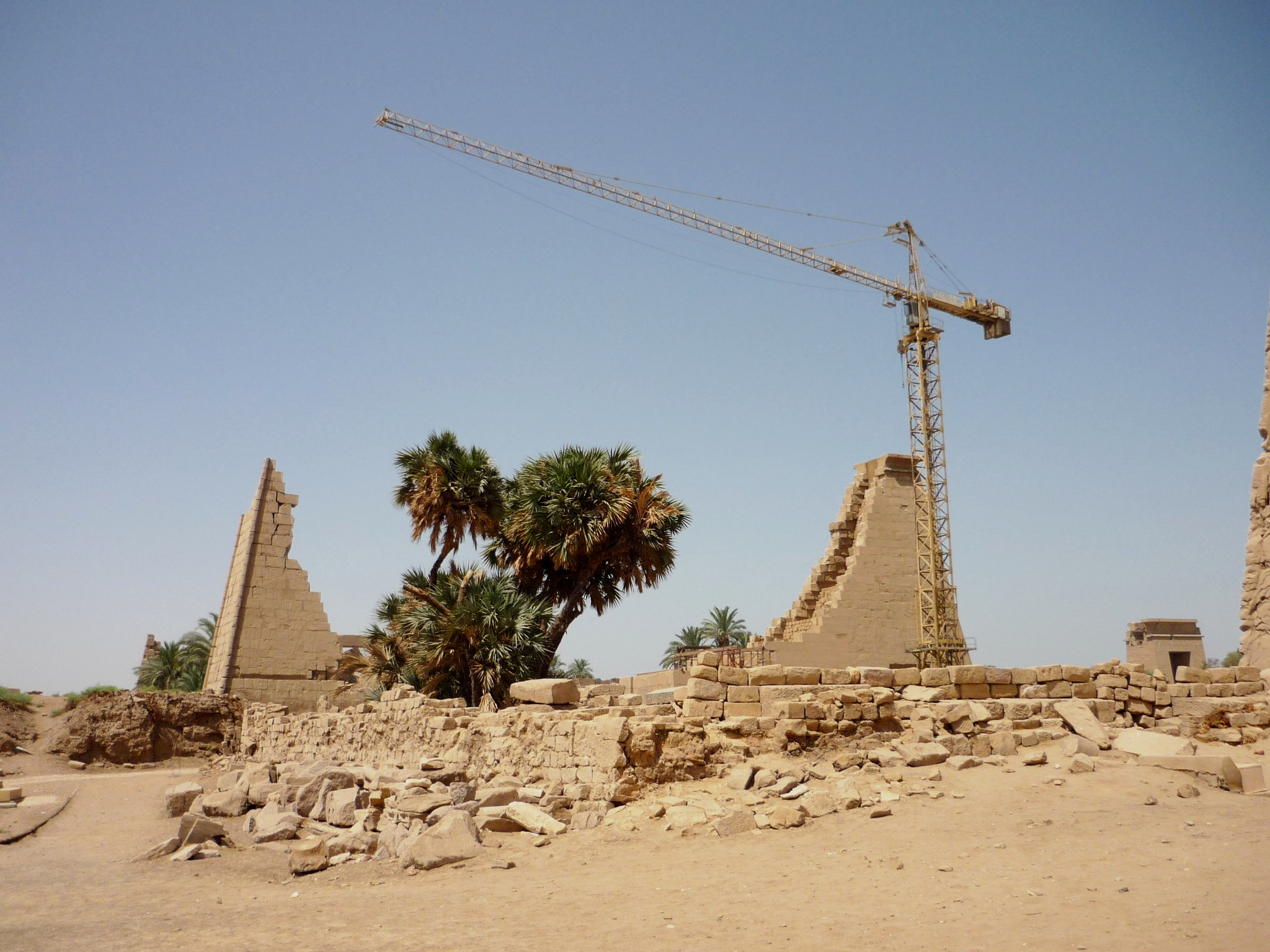
第9塔門（2009年）
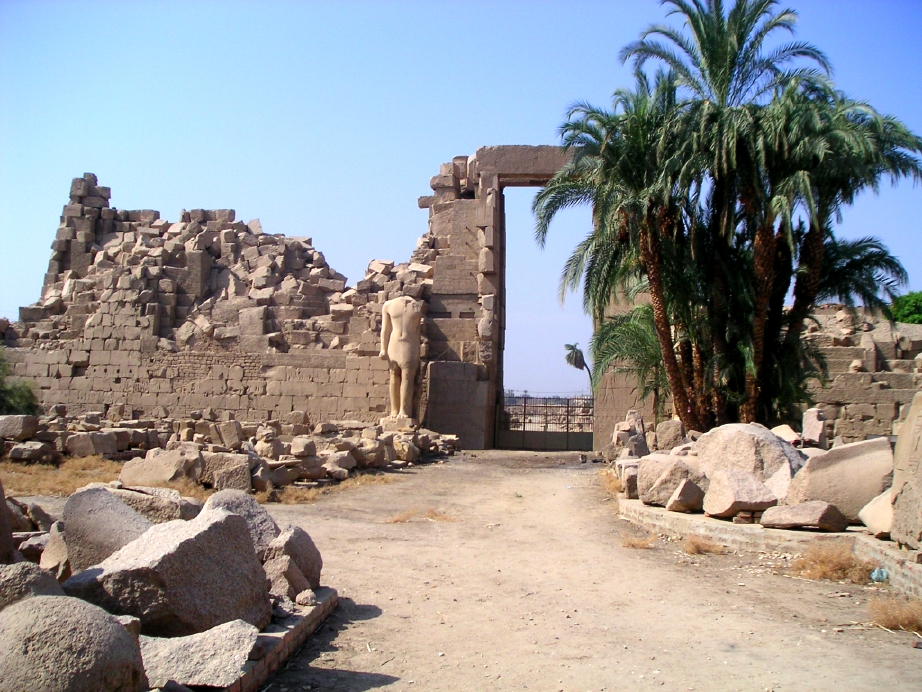
第10塔門（2005年）
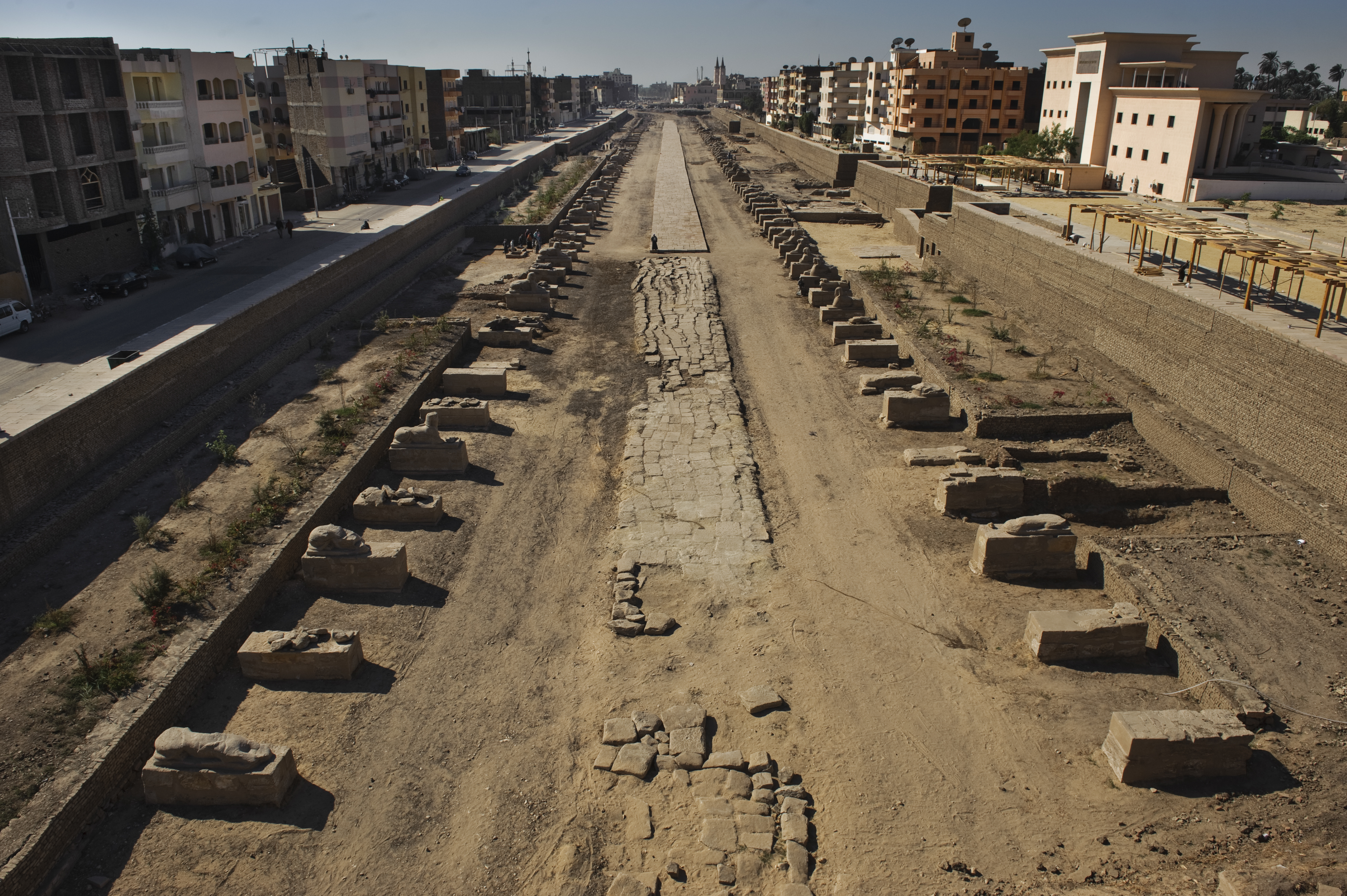
クルソール神殿に至る人頭スフィンクス参道（2011年）

### 他の構造物
アメン大神殿複合体の境内には、その他いくつもの建造物がある。

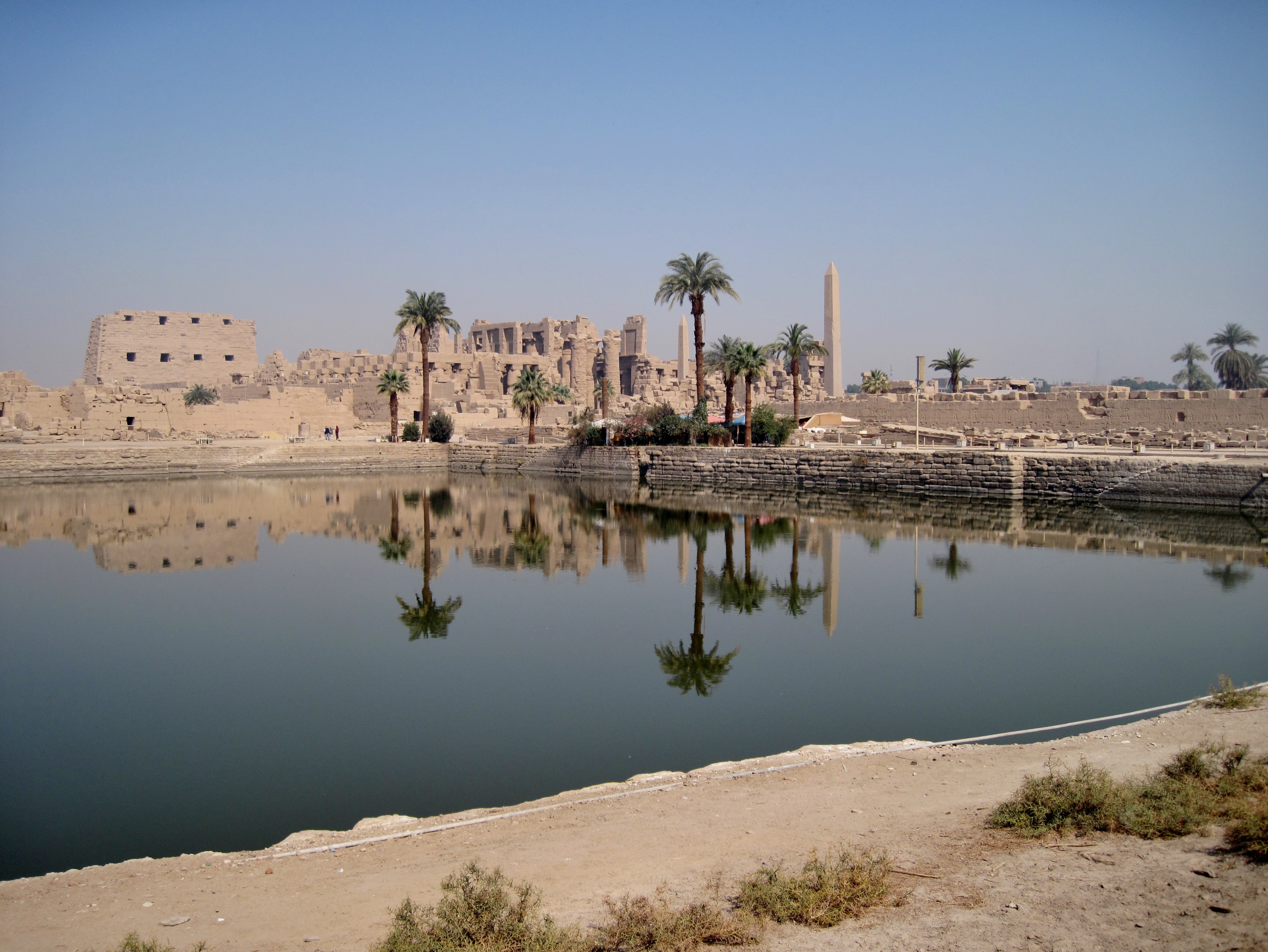
聖池

#### 聖池
第18王朝のトトメス3世が奉献したとされるが、長さ120メートル、幅77メートルにおよぶ現在の聖池は、第25王朝の時代に造成されたものであり、11段の階段を持つ。地下水で満たされた聖池は、神殿における水の供給源であり、神殿の儀式を行なう前に神官たちが自身を清める場所であった。
聖池の南側には、アメンの聖鳥とされたガチョウの飼育場があり、この聖鳥の囲い地より聖池に放鳥するための石造トンネルが通じていた。また、聖池の東方で発掘された神官の住居の遺構の場所は、今日開催されている「音と光のショー」の客席に覆われている。

#### タハルカ神殿

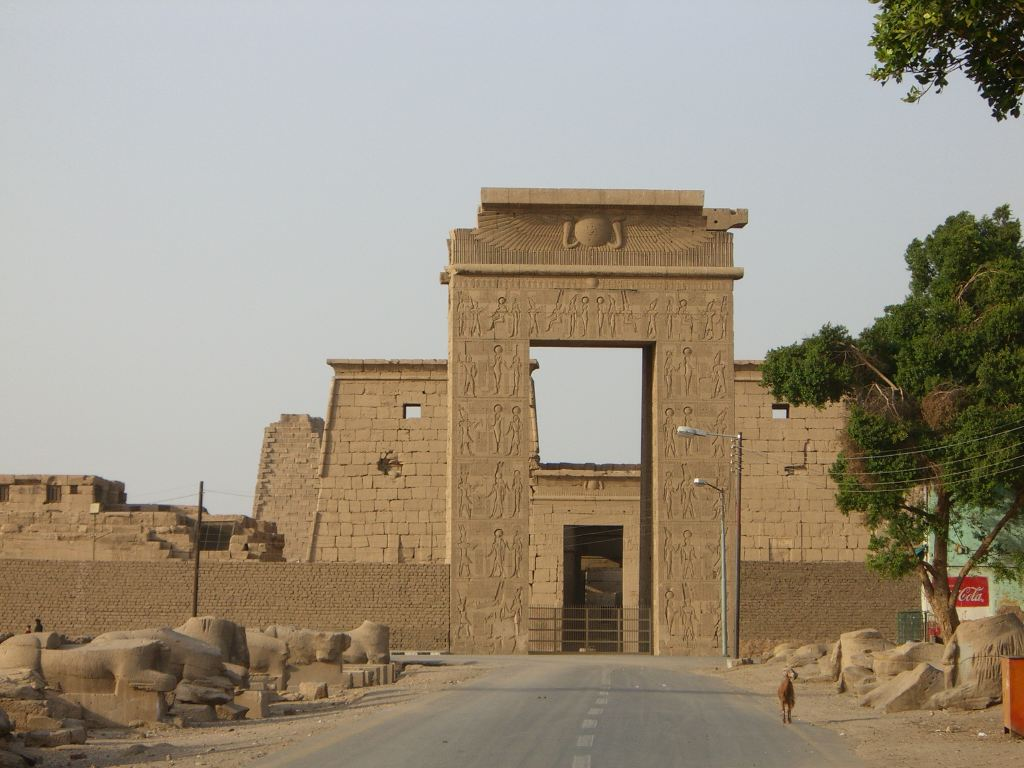
コンス神殿の記念門

第25王朝のタハルカの祠堂とも称される建物跡は、聖池の北西に位置し、地下には太陽神が毎夜、地下を旅して、毎朝再びスカラベとして復活する描画がある。

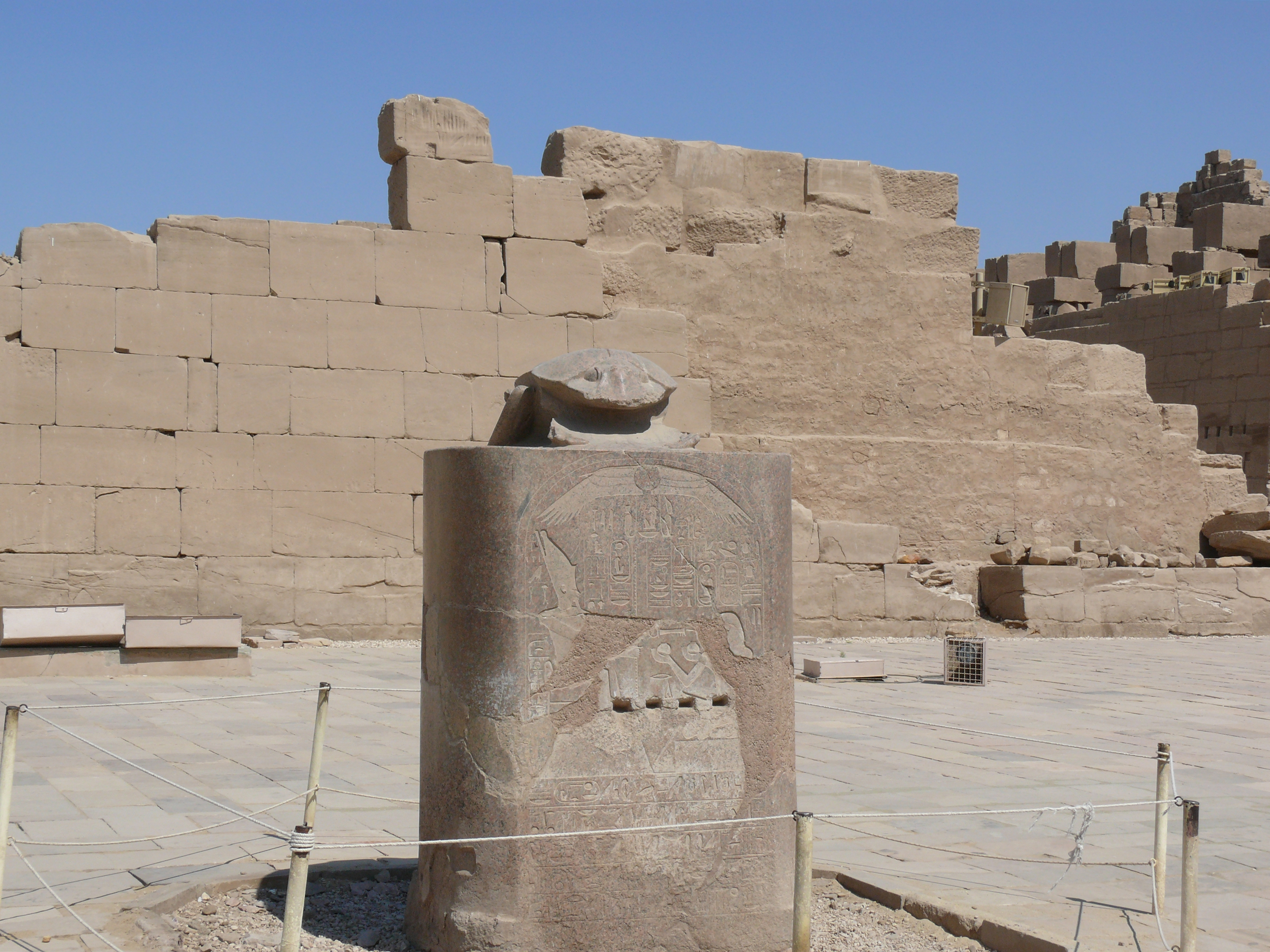
スカラベの像

スカラベ像
タハルカの建物跡の前方に、第18王朝のアメンホテプ3世が太陽神アトゥム＝ケプリ＝ラーに捧げた赤色花崗岩のスカラベの像が、当初置かれた位置のままにある。太陽神は「朝のケプリ、真昼のラー、夕方のアトゥム」の3つの形態（側面）があり、アトゥムおよびラーと同一視された朝の太陽神ケプリは、スカラベ甲虫 (Scarabaeus sacer) の姿で表された。

#### コンス神殿
アメン大神殿の南西に位置するこの神殿は、月神でアメンの子神コンスに捧げられている。小型であるがほぼ完全な新王国の神殿の典型例であり、以前の神殿（建設はハリス・パピルス〈Harris Papyrus〉に言及されているものと見られる）の場所に、第20王朝のラムセス3世によって着工され、その後、多くの統治者により装飾されていった。入口の塔門はピネジェム1世により装飾され、碑文とともに神々の前に立つピジュネムの姿が描かれており、前庭や多柱室はその前のヘリホルにより装飾されている。その奥の至聖所は「コンスの家」と称され、コンスの聖舟祠堂が備えられており、彫刻された聖舟の台座がある。
コンス神殿の記念門
プトレマイオス3世エウエルゲテス（紀元前246- 221年）によるこのコンス神殿の記念門（プトレマイオス3世の門）は、バブ・エル＝アマラ門 (Bab el-Amara Gate) の名でも知られ、そこからスフィンクス参道がルクソール神殿に向かって延び、またムトの神域にも通じる。

#### オペト神殿
プトレマイオス8世（紀元前170-116年）によって主に構築された。オシリスを出産した女神オペト（イペト〈タウェレトと融合〉）の神殿であり、コンス神殿に隣接してあるが、アメン＝ラーの神域の西側周壁に専用の門があったこのオペト神殿には、後にアウグストゥスなど幾人かの統治者により装飾が加えられた。

#### プタハ（プタハとハトホル）神殿
メンフイスの創造神プタハの小神殿は、アメン主神殿の北側、モンチュの神域に近い神域壁のすぐ内側にある。建物は中王国初期の神殿の場所に、トトメス3世によって建てられた。建造物はその後、第25王朝のシャバカ（紀元前716-702年）およびプトレマイオス朝の時代からローマ支配時代に修復・拡張され、年代が異なる5つの門がある。小列柱室の正面に3つの祠堂があり、2つはプタハに捧げられたもので中央の祠堂にプタハ像があるが、ハトホルに捧げられていた3つ目の南端の祠堂には、今日、プタハの妻神セクメト（セフメト）の黒色花崗岩の立像が安置されている。

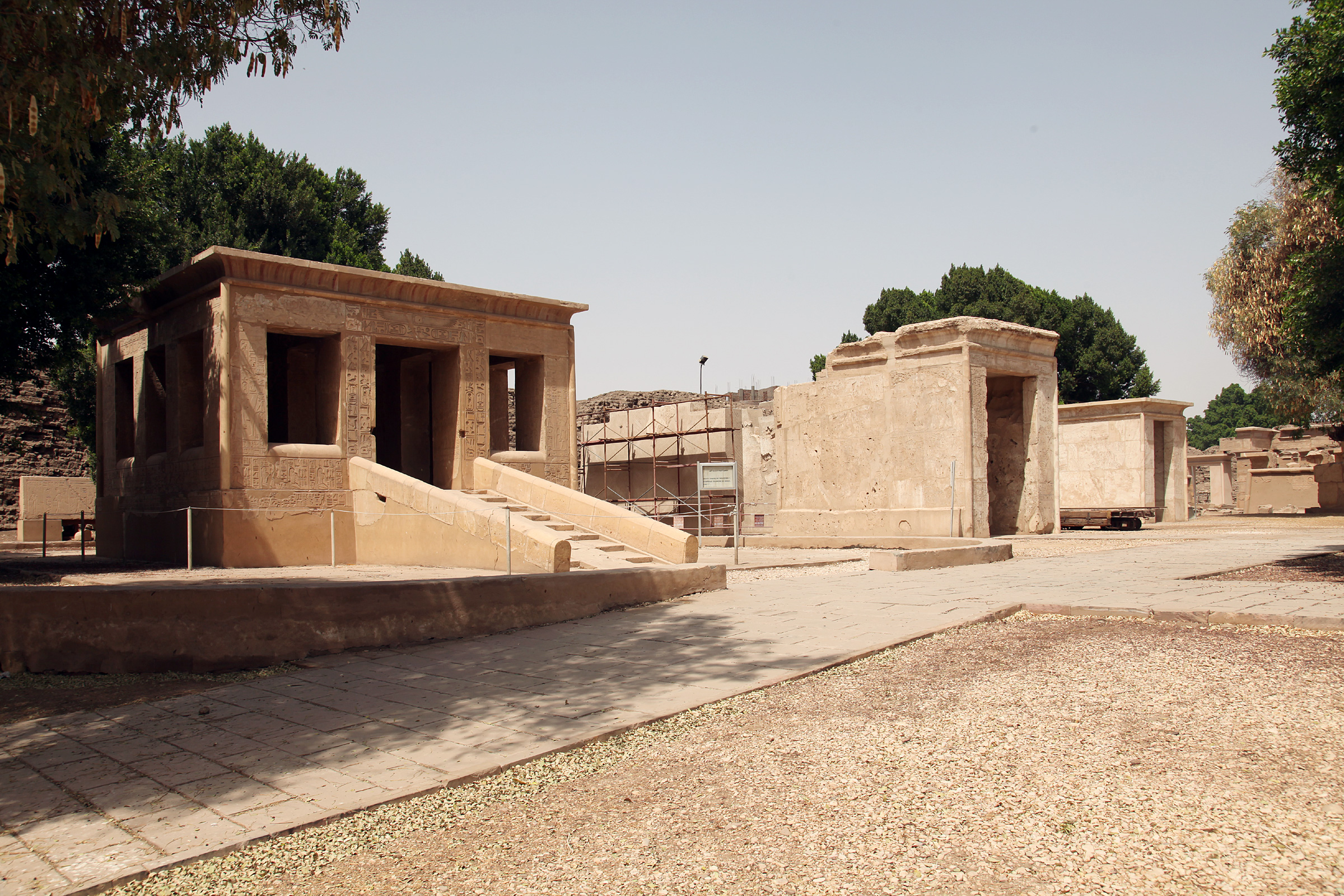
野外博物館

### 野外博物館
アメン大神殿複合体の北西の隅に位置する野外博物館は、1987年、エジプト考古学協会（考古最高評議会）により考古学博物館として開館した。初期の建造物を再使用したいくつかの塔門からのものを中核として、初期の建造物のうちのいくつかが再建されている。

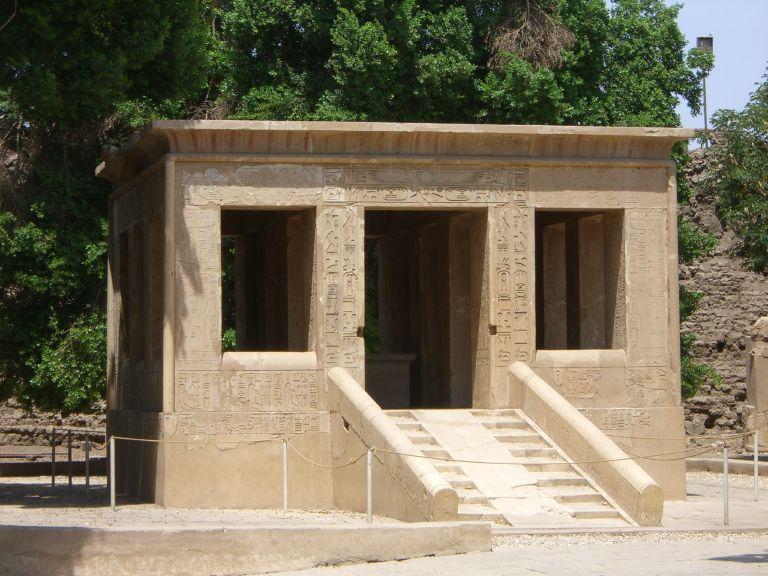
センウセルト1世の「白い祠堂」
中王国時代、第12王朝のセンウセルト1世の聖舟安置小堂。この小祠堂は、アメンホテプ3世が構築した第3塔門から1927年に発見された断片により復元されたもので、もとは主神殿の中心に位置する至聖所にあった。センウセルト1世のセド祭を記念し、大祭の間、聖舟を安置する祠堂として石灰岩により建てられた。外壁には古代エジプトのノモスの一覧などが描かれている。

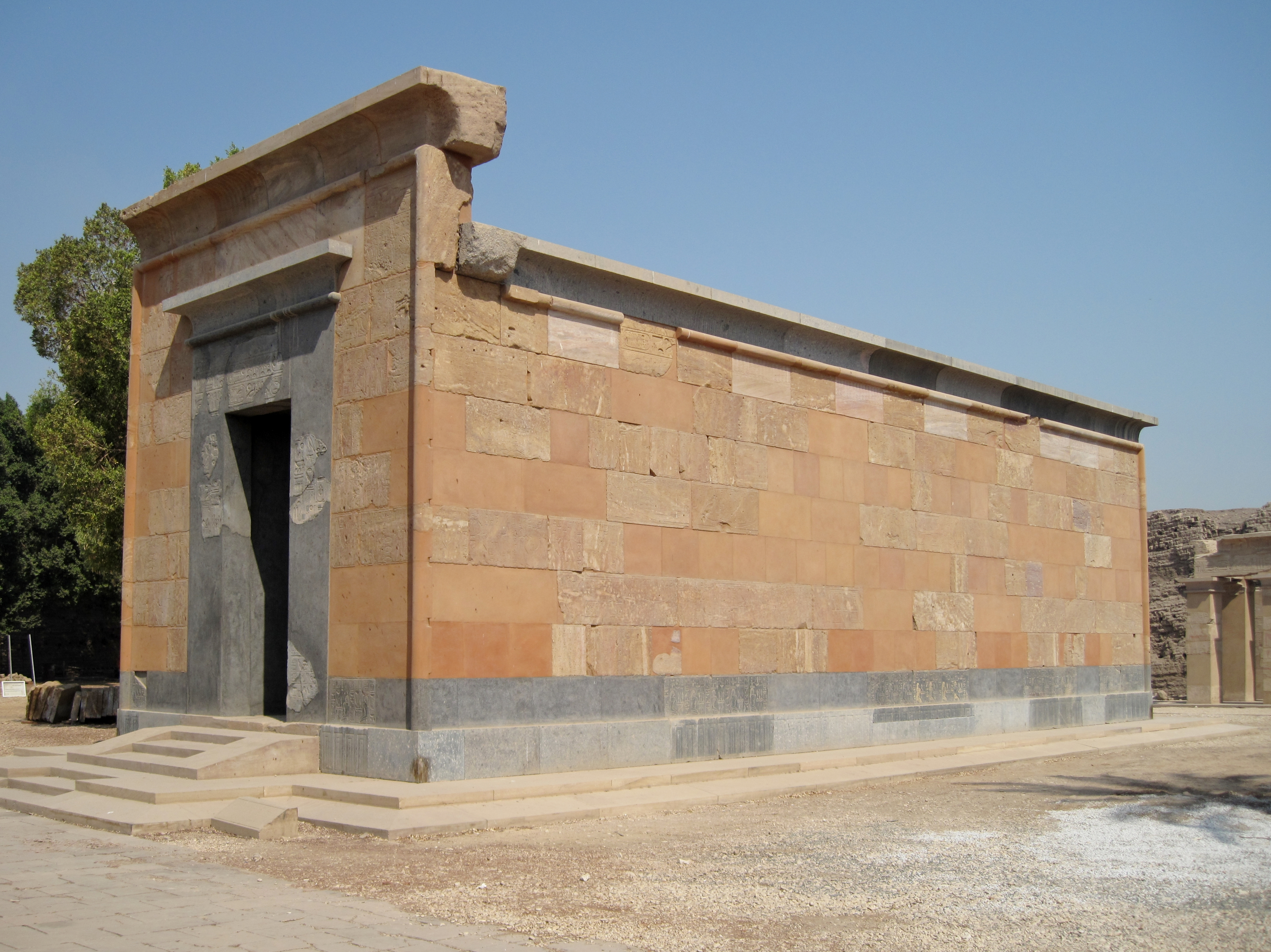
ハトシェプストの「赤い祠堂」
新王国時代、第18王朝のハトシェプストの聖舟祠堂。中王国時代の神殿区域内に、赤色珪岩により構築されていた。
アメンホテプ1世の祠堂
新王国時代、第18王朝のアメンホテプ1世の祠堂。アメン神に捧げられた。アラバスター製の小祠堂として知られ、ハトシェプストにより修飾された後、アメンホテプ3世の第3塔門の詰め石として解体された。
トトメス3世の祠堂
新王国時代、第18王朝のトトメス3世の聖舟祠堂。かつて第4塔門の前方にあったが解体され、第3塔門の詰め石とされていた。
アメンホテプ2世の祠堂
新王国時代、第18王朝のアメンホテプ2世の聖舟祠堂。
トトメス4世の祠堂
新王国時代、第18王朝のトトメス4世の祠堂は、アメン大神殿の東壁側に構築されていた。
トトメス4世の列柱廊
アメン大神殿の第4塔門の前庭に、砂岩により構築されていた。

## ムトの神域

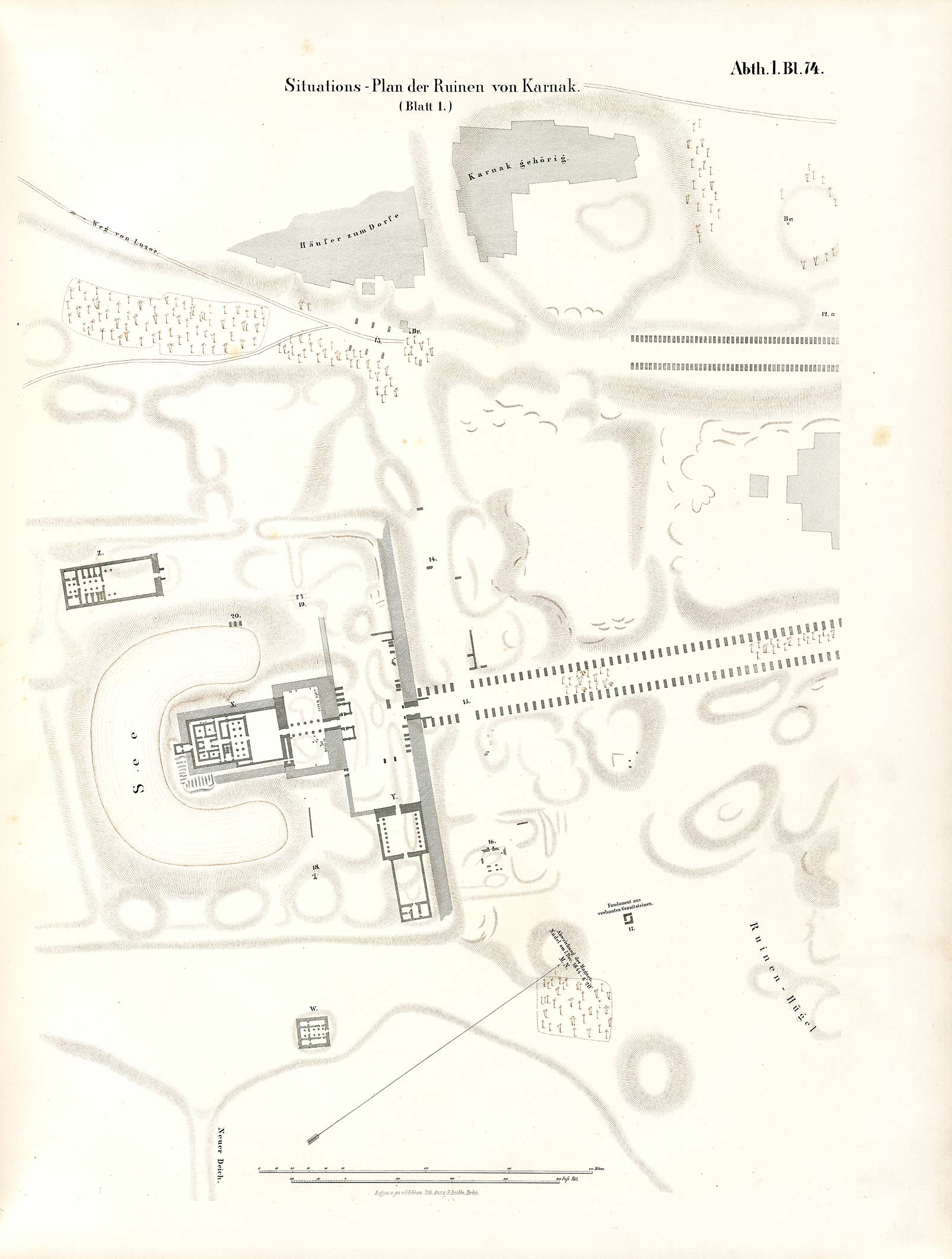
ムトの神域図（19世紀）

アメン大神殿の南に位置するこの神域は、東西250メートル南北の西辺300メートル、東辺400メートルで、およそ10万平方メートル（10ヘクタール）を占め、第18王朝のテーベ三柱神のうちアメン＝ラーの妻とされるようになった地母神ムトに捧げられた。ムトはまた月神コンスの母ともされる。その区域は、もともとイシェル（イシェルウ、Isherw、Isheru〈Asher〉) として知られていた。イシェルは、神殿複合体のこの一部分である三日月形の池の名とされた。
この神域は、主にエジプト第18王朝のアメンホテプ3世の治世に構築されたが、その後も第25王朝のタハルカや第30王朝のネクタネボ1世をはじめ、ギリシア・ローマ時代まで使用、追加あるいは改良された。1世紀には、ムトの神域は使用されることが確実に減り、ムト崇拝が終わると、複合体の役割も終わった。その後の時代において、その神域はずっと放置されていた。今日、この神域はほとんどが破壊されており、何百体もの女神セクメトの彫像がその場所の中央部全面にわたって散在している。ここは一般には非公開となっている。
正面入口から羊の頭を持つスフィンクスの参道が北におよそ400メートル延びており、アメン大神殿複合体の第10塔門へと直接つながる。この参道は修復中である。また、入口から始まるもう1つのスフィンクス参道は250メートル西において、アメン大神殿複合体のプトレマイオス3世エウエルゲテスの門（コンス神殿の記念門）とルクソール神殿を結ぶ延長約3キロメートルのスフィンクス参道に合流する。

### ムト神域の構成
神域にはムトに関係するいくつかの小神殿があり、またそこには三日月形に造成された独特な聖池を持つ。この神域のハトシェプストやトトメス3世による当初の大部分は解体され、アメンホテプ3世による他の構造物に使用された。主な構造物には、ムト神殿、コンス・パ＝ケレド神殿、三日月形の聖池、およびラムセス3世の後の神殿がある。

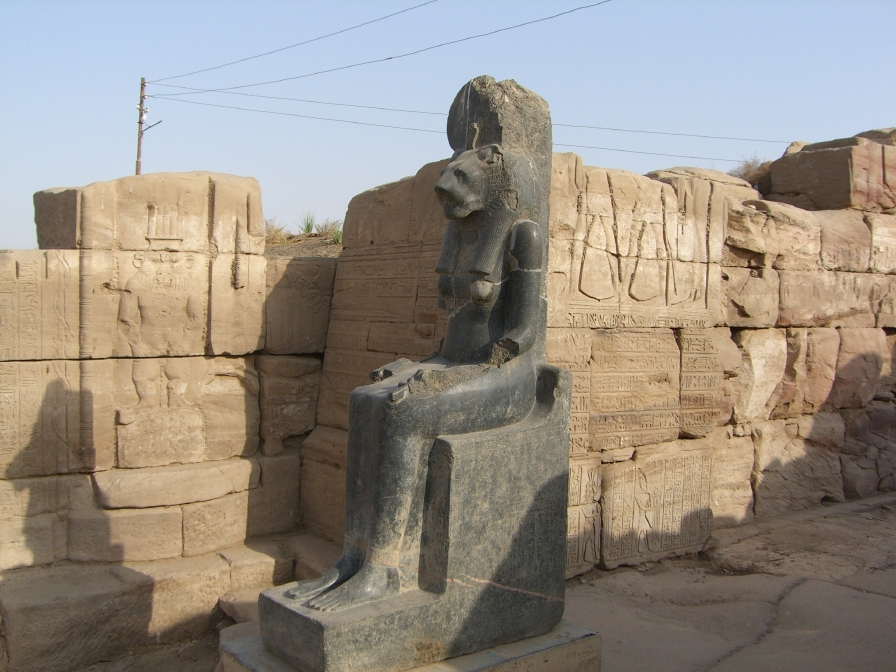
ムト神域の女神セクメト像

ムト神殿
アメンホテプ3世が奉献した700体もの黒色花崗岩でできた女神セクメトの彫像が、ムト神殿の中庭で発見された。セクメトはムトと同一視されていた。その場所は最も古い部分であろうと考えられる。
コンス・パ＝ケレド神殿
コンス・パ＝ケレド（「子供のコンス」）の神殿は、主に新王国時代の建造物のブロックを再使用して構築され、残存する装飾には誕生や割礼の場面などが認められる。
ラムセス3世神殿
ラムセス3世が聖池の西側の端に構築した小神殿には、外壁の一部のほか、頭部が欠損したラムセス3世の2体の像が入口に残っている。
さらに、そこには多くのより小さな構造物や祠堂だけでなく、ネクタネボ2世（紀元前360-343年）の神殿、ハトシェプストとトトメス3世の聖舟祠堂、アメン＝カムテフ神殿の聖所が周壁のすぐ外側に位置し、それらの基部が残存する。
アメン＝カムテフ神殿
神域の周壁北面のプトレマイオス2世とプトレマイオス3世による記念門の東側の外部に、アメン＝カムテフ（「自らの母親の雄牛のアメン」）神殿が認められる。カムテフ（「自らの母親の雄牛」）は、ムトのもう1つの姿とされるハトホルの子となる太陽神である。後の神話において、カムテフはムトの相手役となり、夫ともされている。
聖舟祠堂
神域の北面入口の西側の外部にその基部のみが残存するこの聖舟祠堂は、ハトシェプストとトトメス3世の時代に構築されたものであった。

## モンチュの神域
[[ファイル:Lepsius-Projekt tw 1-2-076.jpg|thumb|モンチュの神域図（19世紀）
A. モンチュ神殿 B. マアト神殿
C. ハルパラー神殿]]

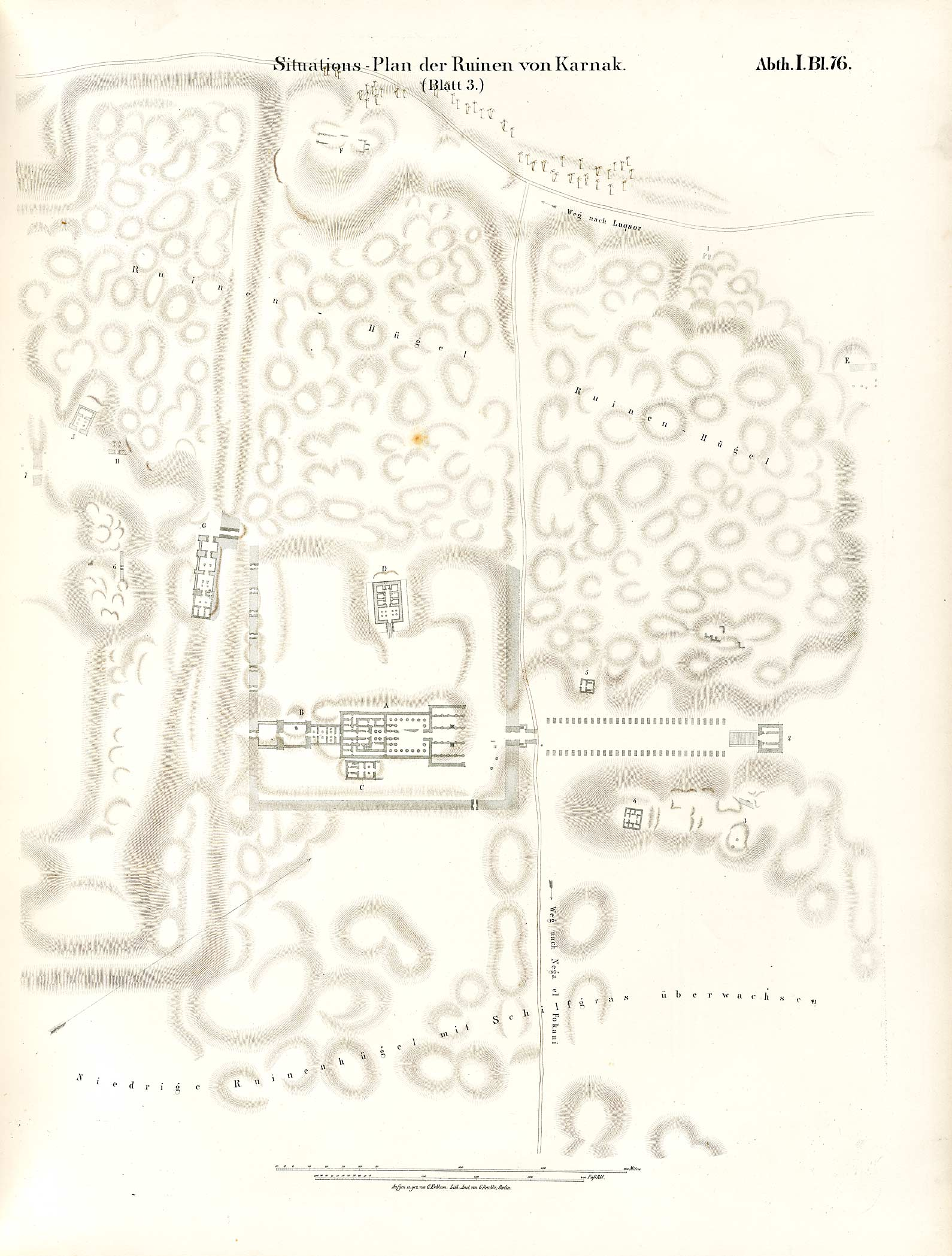
モンチュの神域図（19世紀）
fontsize|90%|A. モンチュ神殿 B. マアト神殿
C. ハルパラー神殿

複合体のこの部分は、テーベの軍神モンチュに捧げられている。神域はアメン大神殿複合体の北に位置し、規模はかなり小さく、その神域は150メートル四方であり、およそ2万平方メートル（2ヘクタール）におよぶ。神域の外の東側にはトトメス1世の小神殿の遺構が認められる。ほとんどの記念建造物は崩壊し、あまりよく保存されていない。一般には非公開である。

### モンチュ神域の構成
モンチュの神域の主な構造物は、モンチュ神殿、マアト神殿、ハルパラー神殿、聖池、プトレマイオス3世エウエルゲテスとプトレマイオス4世フィロパトル（紀元前221-205年）による記念門で、それらはアメン大神殿の神域内より容易に見られる最も目につく建造物である。この記念門は、バブ・エル＝アブド (Bab el-Abd) とも呼ばれている。この大きな記念碑的な門は、カルナック神殿の北東5キロメートルにあるメダムード（古名マドゥ、Madu）のモンチュ神殿につながる行路に通じるスフィンクス参道および船着場に先だって置かれていた。この門を抜けると、一方は第25王朝時代より始まる列柱で装飾された大きな中庭に至る。南には一連の扉口が、アメン大神殿の北側の部分に隣接したアメン神崇拝（英: Divine Adoratrice of Amun）の保管庫の連なる構内に開かれていた。構内は泥煉瓦で築かれ、第30王朝のネクタネボにより修復された。

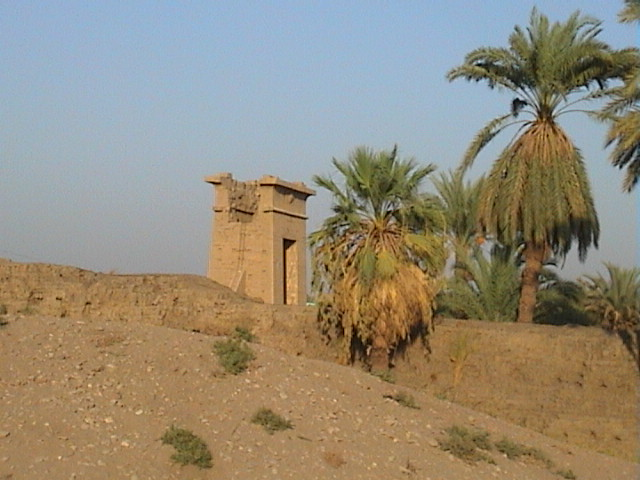
モンチュ神殿の記念門

モンチュ神殿
モンチュ神殿は、塔門、中庭、それに柱で満たされた室内を持つエジプト神殿の伝統的要素より構成されていた。神殿遺跡は、中王国時代の第11王朝より続く聖域を再構築し、それをアメンに捧げた第18王朝のアメンホテプ3世の統治時代にさかのぼる。ラムセス2世が、前庭とそこに直立した2基のオベリスクを加えたことで、神殿の規模は増大した。構台を持つ広い中庭は、アメンホテプ1世治世の建造物の特徴である中庭に広がる多柱式建築に面している。至聖所の構成としては、礼拝の多様な保管室の役目を果たす4本の柱を持つ部屋と、神による神殿の前には聖舟の部屋が面するように造られていた。また、モンチュの神殿は、近隣のメダムードのほか、アルマント（古名イウヌ＝モンチュ、Iunu-Montu）、トゥード（古名ジェルティ、Djerty、トゥフィウム、Tuphium）において知られる。
マアト神殿
人頭スフィンクス参道が延びる北に門があるモンチュ神殿対して、南北の同軸線上に後ろ向きに建つマアトの神殿は、中庭と小さな列柱室で構成される。第20王朝末期にラムセス9世（紀元前1126-1108年頃）のもと、王家の墓の盗掘が裁かれたその中庭が広く知られる。
ハルパラー神殿
モンチュ神殿の東側に並行する子神ハルパラーの小神殿は、第29王朝のハコルのもとで大部分が構築された。

## アメンホテプ4世の神殿
この地域にあったアメンホテプ4世（アクエンアテン）が建造した神殿（アテン神殿）は、中心的複合体であるアメン大神殿の東、周壁の外側に位置していた。その神殿は、アメンホテプ4世の統治前にエジプトを支配していた有力な神官を圧倒しようとした建造者アメンホテプ4世の死後、すぐに破壊された。それはまさしく徹底的に取り壊されており、その完全な範囲や構成は現在のところ明らかでない。アメンホテプ4世が死ぬと神官らは強権の地位に復帰し、数あるアメンホテプ4世の存在の記録を破壊することに尽力した。
アメンホテプ4世の神殿にある構造物は、エジプト第18王朝の王アクエンアテンが、まだ自身をアメンホテプ4世と称していた治世の当初4年間にかけて用いられたが、それらはアメンホテプ3世の治世末期に着工され、息子である将来のアクエンアテンによって完成されたとも考えられる。

アテン神殿（ゲム・パ・アテン）平面図

### 位置と構成

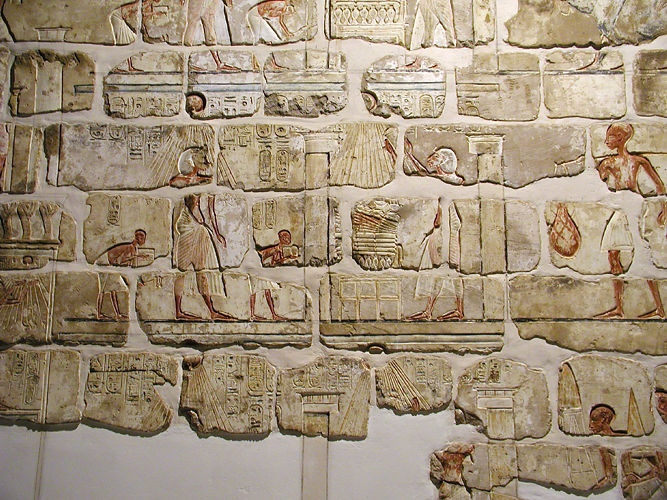
復元されたアテン神殿（ゲム・パ・アテン）のタラタート

アメン大神殿の境界の外側、太陽の昇る東に構築され、そのアテン神殿複合体の主神殿は、ゲム・パ・アテン (Gm–p3–itn) と名付けられ、それは「太陽円盤は神アテンの地で見つかる」を意味する。そのほかには、フゥト・ベンベン (Hwt–bnbn) 「ベンベン石の館」、ルゥド・メヌ (Rwd–mnw–n–itn–r–nḥḥ) 「永遠に頑丈な太陽円盤記念物」、テニ・メヌ (Tni–mnw–n–itn–r–nḥḥ) 「永遠に高貴な太陽円盤記念物」と名付けられたものがあった。これらの建造物の遺構はほとんど残っておらず、それらはタラタート・ブロックを用いて手早く築かれ、そのため簡単に取り壊されて、後の構造物の建築資材として再利用された。
ゲム・パ・アテン
泥煉瓦の構内に建てられた神殿は、東を向き、西に4メートルの入口があったと考えられ、四角い柱と巨大な像に囲まれた広い中庭に通じていた。ゲム・パ・アテン (Gempaaten) の本体は天井がない中庭であったとされ、その周囲に砂岩の高さ7メートル余りの角柱からなる列柱廊があり、南側の角柱にそれぞれ背を向けたアメンホテプ4世（アクエンアテン）の巨像が立っていた。また、発見された断片により、列柱廊の西側の輪郭沿いには王と王妃ネフェルティティの等身大の彫像が一定の間隔で並び、花崗岩の供物卓がその前に数多く置かれていたと考えられる。敷地はかなり広く、およそ130×200メートルあったが、その土台がほとんどなくなるほど完全に破壊された。
ゲム・パ・アテンを形成した3万6000個余りのタラタート・ブロックは、アメン大神殿の第2塔門や第9塔門、大列柱室など多くに再使用された。第9塔門より発見されたタラタートにはアメンホテプ4世のセド祭が描かれ、王妃ネフェルティティの姿も数多く見られる。それらはその後特定され、大きなパズルのように組み直されて、一部（長さ17.17メートル、高さ2.97メートル）がルクソール博物館に展示されている。
フゥト・ベンベン
カルナック神殿の東に建てられたフゥト・ベンベン (Hwt benben) すなわち「ベンベン石の館」は、太陽崇拝に捧げられ、ゲム・パ・アテンと密接に結びついていた。
ルゥド・メヌ
ルゥド・メヌ (Rud-menu) は、テニ・メヌとともに証拠の欠如により、その位置や機能について明確ではない。
テニ・メヌ
テニ・メヌ (Teni-menu) は、自国品や貯蔵室を保持したとして、王家の住居であったとも考えられるが、その機能を明確にするような構造物は残されていない。